# Плещеев, Алексей Николаевич
Алексе́й Никола́евич Плеще́ев (22 ноября [4 декабря] 1825, Кострома — 26 сентября [8 октября] 1893, Париж) — русский писатель, поэт, переводчик; литературный и театральный критик. В 1846 году первый же сборник стихов сделал Плещеева знаменитым в революционной молодёжной среде; как участник кружка Петрашевского он был в 1849 году арестован и некоторое время спустя отправлен в ссылку, где провёл на военной службе почти десять лет. По возвращении из ссылки Плещеев продолжил литературную деятельность; пройдя через годы бедности и лишений, он стал авторитетным литератором, критиком, издателем, а в конце жизни и меценатом. Многие произведения поэта (особенно стихи для детей) стали хрестоматийными и считаются классикой. На стихи Плещеева известнейшими русскими композиторами написаны более ста романсов.

## Биография
Алексей Николаевич Плещеев родился в Костроме 22 ноября (4 декабря) 1825 в обедневшей дворянской семье, принадлежавшей древнему роду Плещеевых (в числе предков поэта был святой Алексий Московский):101. Семья чтила литературные традиции: в роду Плещеевых было несколько литераторов, среди которых известный в конце XVIII века писатель С. И. Плещеев.
Отец поэта Николай Сергеевич служил при олонецком, вологодском и архангельском губернаторах. Детство А. Н. Плещеева прошло в Нижнем Новгороде:9, где с 1827 года отец служил губернским лесничим. После смерти Николая Сергеевича Плещеева в 1832 году воспитанием сына занималась мать Елена Александровна (урождённая Горскина). До тринадцати лет мальчик учился дома и получил хорошее образование, овладев тремя языками; затем по желанию матери поступил в Петербургскую школу гвардейских подпрапорщиков и переехал в Петербург. Здесь будущему поэту пришлось столкнуться с «отупляющей и развращающей» атмосферой «николаевской военщины», которая навсегда поселила в его душе «самую искреннюю антипатию». Утратив интерес к военной службе, Плещеев в 1843 году покинул школу гвардейских прапорщиков (формально — уволившись «по болезни») и поступил в Петербургский университет по разряду восточных языков. Здесь начал складываться круг знакомств Плещеева: ректор университета П. А. Плетнёв, А. А. Краевский, Майковы, Ф. М. Достоевский, И. А. Гончаров, Д. В. Григорович, М. Е. Салтыков-Щедрин.
Постепенно у Плещеева появились знакомства в литературных кругах (сложившиеся, в основном, на званых вечерах в доме А. Краевского). Свою самую первую подборку стихотворений Плещеев направил Плетнёву, ректору Петербургского университета и издателю журнала «Современник». В письме Я. К. Гроту последний писал:

Видел ли ты в Современнике стихи с подписью А. П-въ? Я узнал, что это наш студент ещё 1-го курса, Плещеев. У него виден талант. Я его призвал к себе и обласкал его. Он идёт по восточному отделению, живёт с матерью, у которой он единственный сын…:9
В 1845 году А. Н. Плещеев, увлекшись социалистическими идеями, познакомился через братьев Бекетовых с участниками кружка М. В. Буташевича-Петрашевского.
В начале 1846 года Плещеев стал посещать литературно-философский кружок братьев Бекетовых (Алексея, Андрея и Николая), в который входили поэт А. Н. Майков, критик В. Н. Майков, врач С. Д. Яновский, Д. В. Григорович и др. В кружке братьев Бекетовых Плещеев познакомился с Ф. М. Достоевским, с которым его связала многолетняя дружба.
Плещеев, которому Достоевский посвятил свою повесть «Белые ночи», стал прототипом Мечтателя в этом произведении.
В кружок Петрашевского входили литераторы — Ф. М. Достоевский, Н. А. Спешнев, С. Ф. Дуров, А. В. Ханыков. Большое влияние на Плещеева оказал в эти дни Н. Спешнев, о котором поэт впоследствии отзывался как о человеке «сильной воли и в высшей степени честного характера»:10.
Петрашевцы уделяли значительное внимание политической поэзии, обсуждая на «пятницах» вопросы её развития. Известно, что на обеде в честь Ш. Фурье читался в переводе «Les fous» Беранже — произведение, посвящённое социалистам-утопистам. Плещеев не только принимал активное участие в обсуждениях и создании агитационных стихов, но и доставлял участникам кружка запрещённые рукописи. Совместно с Н. А. Мордвиновым он приступил к переводу книги основоположника христианского социализма Ф. Р. де Ламенне «Слово верующего», которую предполагалось отпечатать в подпольной типографии.
Летом 1845 года Плещеев оставил университет из-за стеснённого материального положения и неудовлетворённости самим процессом образования. Покинув университет, он посвятил себя исключительно литературной деятельности. Однако надежд завершить образование не оставил, собираясь подготовить весь университетский курс и сдать его экстерном:9. При этом он не прерывал контактов с участниками кружка — петрашевцы нередко встречались у него дома; Плещеев ими воспринимался как «поэт-борец, свой Андре Шенье».
В 1846 году был издан первый сборник стихов поэта, куда вошли ставшие популярными стихотворения «На зов друзей» (1845), «Вперёд! без страха и сомненья…» (прозванное «русской Марсельезой») и «По чувствам братья мы с тобой» (оба стихотворения стали гимнами революционной молодежи). Лозунги плещеевского гимна, впоследствии утратившие остроту, для сверстников и единомышленников поэта имели вполне конкретное содержание: «любви учение» расшифровывалось как учение французских социалистов-утопистов; «подвиг доблестный» означал призыв к общественному служению и т. д. Н. Г. Чернышевский позже назвал стихотворение «прекрасным гимном», Н. А. Добролюбов характеризовал его как «смелый призыв, полный такой веры в себя, веры в людей, веры в лучшую будущность». Стихотворения Плещеева возымели широкий общественный резонанс: его «стали воспринимать как поэта-борца».
В. Н. Майков в рецензии на первый сборник стихов Плещеева с особым сочувствием писал о вере поэта в «торжество на земле истины, любви и братства», называя автора «первым нашим поэтом в настоящее время»:

Стихи к деве и луне кончились навсегда. Настаёт другая эпоха: в ходу сомнение и бесконечные муки сомнения, страдание общечеловеческими вопросами, горький плач на недостатки и бедствия человечества, на неустроенность общества, жалобы на мелочь современных характеров и торжественное признание своего ничтожества и бессилия, проникнутые лирическим пафосом к истине… В том жалком положении, в котором находится наша поэзия со смерти Лермонтова, г. Плещеев — бесспорно первый наш поэт в настоящее время… Он, как видно из его стихотворений, взялся за дело поэта по призванию, он сильно сочувствует вопросам своего времени, страдает всеми недугами века, болезненно мучится несовершенствами общества…
Стихотворения и рассказы А. Плещеева, который в эти годы был заряжен верой в грядущее царство «гуманического космополитизма» (по выражению Майкова), печатались также в «Отечественных записках» (1847—1849).

Поэзия Плещеева оказалась фактически первой литературной реакцией в России на события во Франции. Во многом именно поэтому его творчество так ценили петрашевцы, ставившие своей непосредственной целью перенос революционных идей на отечественную почву. Впоследствии сам Плещеев в письме А. П. Чехову писал:
А для нашего брата — человека второй половины 40-х годов — Франция очень близка сердцу. Тогда во внутреннюю политику не дозволялось носа совать — и мы воспитывались и развивались на французской культуре, на идеях 48 года. Нас не истребишь… Во многом, конечно, пришлось разочароваться потом - но многому мы остались верны.А. Плещеев — А. Чехову, 1888 год
Стихотворение «Новый год» («Слышны клики — поздравленья…»), вышедшее с «конспиративным» подзаголовком «Кантата с итальянского», явилось прямым откликом на Французскую революцию. Написанное в конце 1848 года, оно не смогло обмануть бдительность цензуры и было опубликовано только в 1861 году:240.
Во второй половине 1840-х годов Плещеев начал публиковаться и как прозаик. Его рассказы «Енотовая шуба. Рассказ не без морали» (1847), «Папироска. Истинное происшествие» (1848), «Протекция. История бывалая» (1848) были замечены критикой, которая обнаружила в них влияние Н. В. Гоголя и отнесла к «натуральной школе». В эти же годы поэт написал повести «Шалость» (1848) и «Дружеские советы» (1849), в которой получили развитие некоторые мотивы посвящённой Плещееву повести «Белые ночи» Ф. М. Достоевского.

### Ссылка
Зимой 1848—1849 года Плещеев устраивал встречи петрашевцев у себя дома. На них бывали Ф. М. Достоевский, М. М. Достоевский, С. Ф. Дуров, А. И. Пальм, Н. А. Спешнев, А. П. Милюков, Н. А. Момбелли, Н. Я. Данилевский (будущий консервативный автор работы «Россия и Европа»), П. И. Ламанский, однако таковые встречи проводились от случая к случаю, не имели сколько-нибудь регулярного характера и не были привязаны к конкретной тематике. Плещеев относился к более умеренной части петрашевцев. Его оставляли равнодушным выступления иных радикальных ораторов, которые идею личного Бога подменяли «истиной в природе», отвергали институт семьи и брака и исповедовали республиканизм. Он был чужд крайностям и свои мысли и чувства стремился гармонизировать. Пылкое увлечение новыми социалистическими верованиями не сопровождалось решительным отказом от своей прежней веры и лишь соединяло религию социализма и христианское учение о правде и любви к ближнему в единое целое. Недаром своим эпиграфом к стихотворению «Сон» он взял слова Ламенне: «Земля — печальна и иссушена, но она снова зазеленеет. Дыхание злого не будет вечно проноситься над нею, как палящее дуновение».
В 1849 году, находясь в Москве (дом № 44 по 3-й Мещанской улице, ныне — улица Щепкина), Плещеев послал Ф. М. Достоевскому копию запрещённого «Письма Белинского Гоголю». Полиция перехватила послание. 8 апреля по доносу провокатора П. Д. Антонелли поэт был арестован в Москве, под стражей переправлен в Петербург и провёл восемь месяцев в Петропавловской крепости. 21 человек (из 23 осуждённых) были приговорены к расстрелу; в их числе оказался Плещеев.

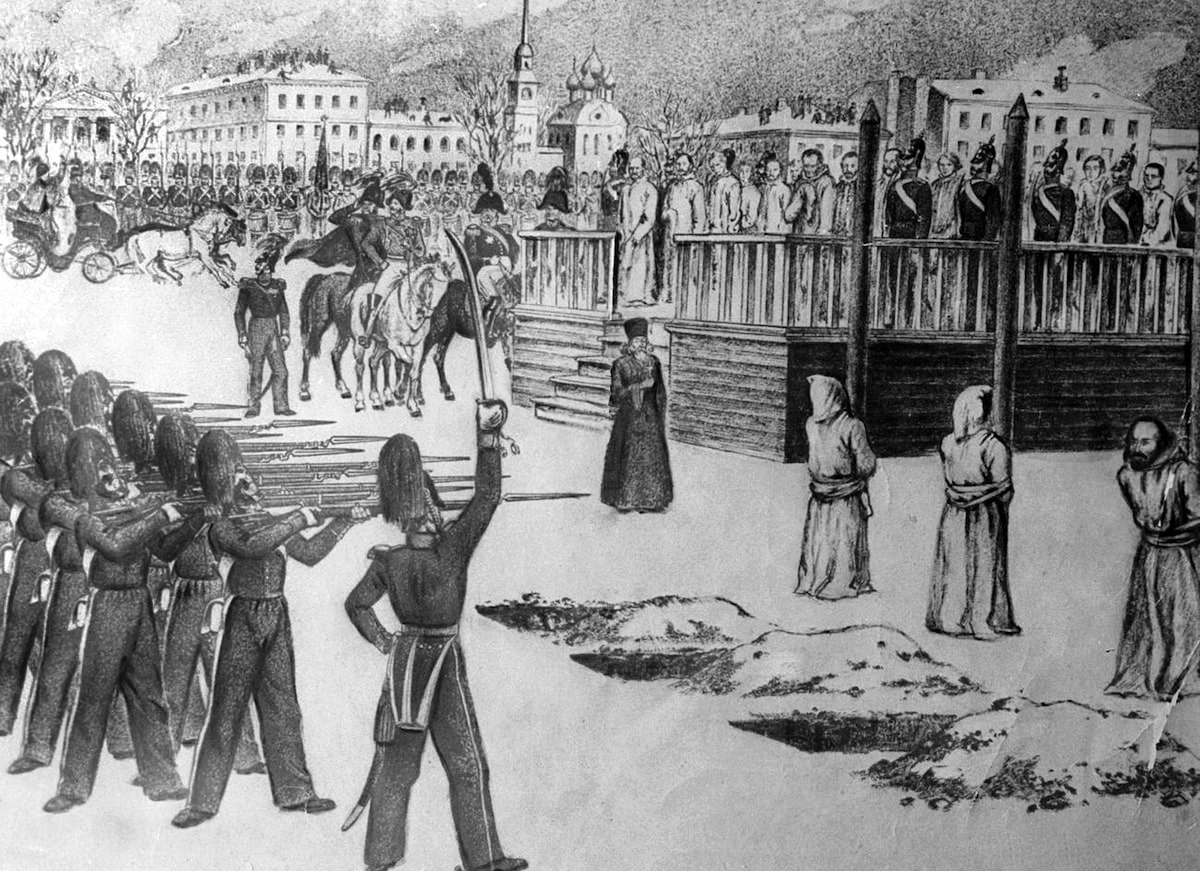
«Обряд казни на Семёновском плацу». Рисунок Б. Покровского, 1849

22 декабря вместе с остальными осуждёнными петрашевцами А. Плещеева привезли на Семёновский плац к специальному эшафоту гражданской казни. Последовала инсценировка, которую впоследствии подробно описал Ф. Достоевский в романе «Идиот», после чего был зачитан указ императора Николая I, согласно которому смертная казнь заменялась различными сроками ссылки на каторгу или в арестантские роты:11. А. Плещеев сначала был приговорён к четырём годам каторги, затем переведён рядовым в Уральск в Отдельный Оренбургский корпус.
6 января 1850 года Плещеев прибыл в Уральск и был зачислен рядовым солдатом в 1-й Оренбургский линейный батальон. 25 марта 1852 года его перевели в Оренбург в 3-й линейный батальон. Поэт прожил в крае восемь лет, семь из которых он оставался на военной службе. Плещеев вспоминал, что первые годы службы давались ему с трудом, во многом — из-за враждебного отношения к нему офицерского состава. «На первых порах жизнь его в новом месте ссылки была прямо ужасна», — свидетельствовал М. Дандевиль. Отпуск ему не предоставляли, о творческой деятельности не могло быть и речи. Тягостное впечатление производили на поэта сами степи. «Эта безбрежная степная даль, ширь, чёрствая растительность, мёртвая тишина и одиночество — ужасны», — писал Плещеев:12.
Положение изменилось к лучшему после того, как поэту стал оказывать покровительство генерал-губернатор граф В. А. Перовский, давний знакомый матери. Плещеев получил доступ к книгам, сдружился с семьёй увлекавшегося искусством и литературой подполковника (позже — генерала) В. Д. Дандевиля, посвятив ему несколько стихотворений тех лет, с польскими ссыльными, с отбывавшим в этих же краях ссылку Тарасом Шевченко, с одним из создателей литературной маски Козьмы Пруткова А. М. Жемчужниковым и поэтом-революционером М. Л. Михайловым.
«Перед отъездом» 
Стихотворение Плещеева 1853 года, вышедшее с посвящением «Л. З. Д.»,  было адресовано Любови Захарьевне Дандевиль, жене подполковника Дандевиля.

Опять весна! Опять далекий путь!

В душе моей тревожное сомненье;

Невольный страх мою сжимает грудь:

Засветится ль заря освобожденья?

Велит ли бог от горя отдохнуть,

Иль роковой, губительный свинец

Положит всем стремлениям конец?

Грядущее ответа не даёт…

И я иду, покорный воле рока

Куда меня звезда моя ведёт.

В пустынный край, под небеса Востока!

И лишь молю, чтоб памятен я был

Немногим тем, кого я здесь любил…

О, верьте мне, вы первая из них…
Поэт отослал его адресату перед отъездом в действующую армию, на штурм крепости Ак-Мечеть:241.
Зимой 1850 года в Уральске Плещеев познакомился с Сигизмундом Сераковским и его кружком. Впоследствии они встречались в Ак-Мечети, где оба служили. В кружке Сераковского Плещеев вновь оказался в атмосфере напряжённого обсуждения тех же социально-политических вопросов, которые волновали его в Петербурге. «Один изгнанник поддерживал другого. Высшим счастьем было пребывание в кругу своих товарищей. После муштры собирались часто дружеские собеседования. Письма с родины, новости, принесённые газетами, были предметом бесконечного обсуждения. Ни один не терял мужества и надежды на возвращение…», — рассказывал о кружке его участник Бр. Залесский. Биограф Сераковского уточнял, что в кружке обсуждались «вопросы, связанные с освобождением крестьян и наделением их землёй, а также отмена телесного наказания в армии».
2 марта 1853 года Плещеев по собственной просьбе был переведён в состав 4-го линейного батальона, отправлявшегося в опасный степной поход. Он принял участие в организованных Перовским туркестанских походах, в частности, в осаде и штурме кокандской крепости Ак-Мечеть). В письме к оренбургскому приятелю Плещеев объяснял это решение тем, что «цель похода была благородна — защита утеснённых, а ничто так не одушевляет, как благородная цель». За храбрость он был произведён в унтер-офицеры, а в мае 1856 года получил чин прапорщика и с ним — возможность перейти на гражданскую службу. Плещеев уволился в декабре 1856 года «с переименованием в коллежские регистраторы и с дозволением вступить в гражданскую службу, кроме столиц» и поступил на службу в Оренбургскую пограничную комиссию. Прослужив там до сентября 1858 года, перешёл в канцелярию оренбургского гражданского губернатора. Из Оренбургского края поэт присылал в журналы (преимущественно в «Русский вестник») свои стихотворения и рассказы.
В 1857 году Плещеев женился на дочери смотрителя Илецкого соляного прииска Е. А. Рудневой:12 и в мае 1858 года с супругой отправился в Петербург, получив четырёхмесячный отпуск «в обе столицы» и возвращение прав потомственного дворянства.

### Возобновление литературной деятельности
Уже в годы ссылки А. Плещеев возобновил литературную деятельность, хоть и писать вынужден был урывками. Стихотворения Плещеева начали печататься в 1856 году в «Русском вестнике» под характерным заглавием: «Старые песни на новый лад». Плещеев 1840-х годов был, по замечанию М. Л. Михайлова, склонен к романтизму; в стихотворениях периода ссылки сохранились романтические тенденции, но критика отмечала, что здесь стал глубже исследоваться внутренний мир человека, «посвятившего себя борьбе за народное счастье».
В 1857 году в «Русском вестнике» были опубликованы ещё несколько его стихотворений. Для исследователей творчества поэта осталось неясным, какие из них были действительного новыми, а какие относились к годам ссылки. Предполагалось, что перевод Г. Гейне «Жизненный путь» (у Плещеева — «И смех, и песни, и солнца блеск!..»), напечатанный в 1858 году, относится к числу последних. Ту же линию «верности идеалам» продолжало стихотворение «В степи» («Но пусть без радости мои проходят дни…»). Выражением общих настроений оренбургских ссыльных революционеров явилось стихотворение «После чтения газет», основная идея которого — осуждение Крымской войны — была созвучна настроениям польских и украинских ссыльных.

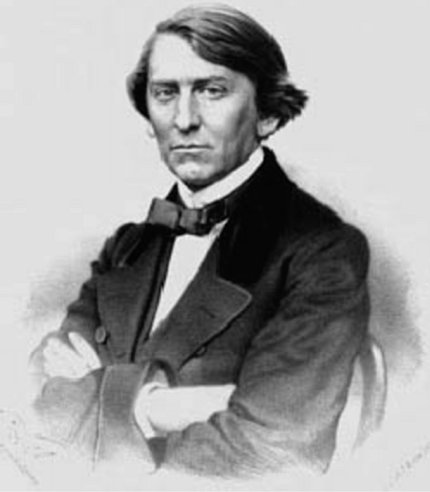
А. Н. Плещеев, 1850-е годы

В 1858 году, после почти десятилетнего перерыва, вышел второй сборник стихотворений Плещеева. Эпиграф к нему (слова Гейне: «Я не в силах был петь…») косвенно указывал на то, что в ссылке поэт почти не занимался творческой деятельностью. Стихотворений, датированных 1849—1851 годами, не сохранилось вообще, и сам Плещеев в 1853 году признавался, что давно «отвык писать». Основной темой сборника 1858 года была «боль за порабощённую родину и вера в правоту своего дела», духовное прозрение человека, отказывающегося от бездумного и созерцательного отношения к жизни. Сборник открывался стихотворением «Посвящение», во многом перекликавшимся со стихотворением «И смех, и песни, и солнца блеск!..». В числе тех, кто сочувственно оценил второй сборник Плещеева, был Н. А. Добролюбов. Он указывал на социально-историческую обусловленность тоскливых интонаций обстоятельствами жизни, которые «безобразно сламывают самые благородные и сильные личности…». «В этом отношении и на дарование г. Плещеева легла та же печать горького сознания своего бессилия перед судьбою, тот же колорит „болезненной тоски и безотрадных дум“, последовавших за пылкими, гордыми мечтами юности», — писал критик.
В августе 1859 года, после короткого возвращения в Оренбург, А. Н. Плещеев поселился в Москве (под «строжайшим надзором») и полностью посвятил себя литературе, став активным сотрудником журнала «Современник». Воспользовавшись оренбургским знакомством с поэтом М. Л. Михайловым, Плещеев наладил контакты с обновлённой редакцией журнала: с Н. А. Некрасовым, Н. Г. Чернышевским, Н. А. Добролюбовым. В числе изданий, где поэт печатал стихотворения, были также «Русское слово» (1859—1864), «Время» (1861—1862), газеты «Век» (1861), «День» (1861—1862) и «Московский вестник» (редакторскую должность в котором он занимал в 1859—1860 годы), петербургские издания («Светоч», «Искра», «Время», «Русское слово»). 19 декабря 1859 года Общество любителей российской словесности избрало А. Плещеева в действительные члены.
В конце 1850-х годов А. Плещеев обратился к прозе, сначала — к жанру рассказа, затем опубликовал несколько повестей, в частности, «Наследство» и «Отец и дочь» (обе — 1857), отчасти автобиографические «Буднев» (1858), «Пашинцев» и «Две карьеры» (обе — 1859). Основной мишенью сатиры Плещеева-прозаика были псевдолиберальное обличительство и романтическое эпигонство, а также принципы «чистого искусства» в литературе (рассказ «Литературный вечер»). Добролюбов о повести «Пашинцев» (напечатанной в «Русском вестнике» 1859, № 11 и 12) писал: «Элемент общественный проникает их постоянно и этим отличает от множества бесцветных рассказов тридцатых и пятидесятых годов… В истории каждого героя повестей Плещеева вы видите, как он связан своею средою, как этот мирок тяготеет над ним своими требованиями и отношениями — словом, вы видите в герое существо общественное, а не уединённое».

### «Московский вестник»
В ноябре 1859 года Плещеев стал пайщиком газеты «Московский вестник», в которой дали согласие участвовать И. С. Тургенев, А. Н. Островский, М. Е. Салтыков-Щедрин, И. И. Лажечников, Л. Н. Толстой и Н. Г. Чернышевский. Плещеев энергично приглашал к участию Некрасова и Добролюбова и вёл борьбу за смещение политической ориентации газеты резко влево. Задачу издания он определял так: «Всякое кумовство в сторону. Надо бить крепостников под маской либералов».
Публикация в «Московском вестнике» переведённого Плещеевым «Сна» Т. Г. Шевченко (опубликованного под заголовком «Жница»), а также автобиографии поэта была многими (в частности, Чернышевским и Добролюбовым) расценена как смелый политический акт. «Московский вестник» под руководством Плещеева стал политической газетой, поддерживавшей позиции «Современника». В свою очередь и «Современник» в «Заметках нового поэта» И. И. Панаева положительно оценивал направление газеты Плещеева, прямо рекомендуя своему читателю обратить внимание на переводы из Шевченко.

### 1860-е годы

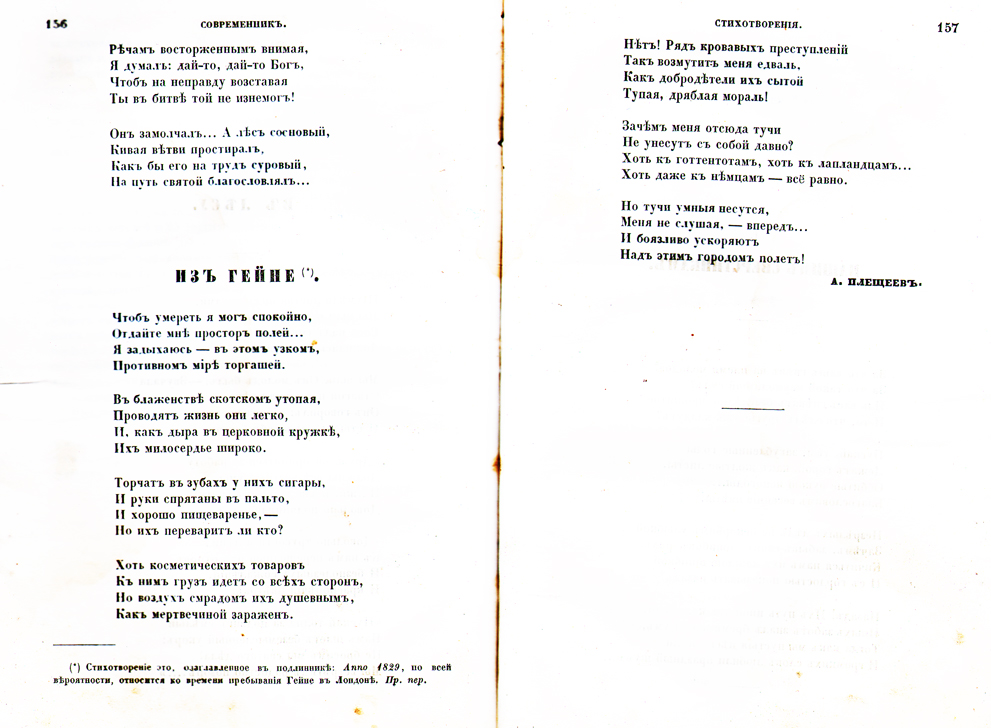
Плещеев-поэт в «Современнике»: «В лесу»; «Чтоб умереть я мог спокойно…» (Из Гейне). 1863, № 1—2.

Сотрудничество с «Современником» продолжалось до самого его закрытия в 1866 году. Поэт не раз заявлял о своём безоговорочном сочувствии программе журнала Некрасова, статьям Чернышевского и Добролюбова. «Никогда я не работал так много и с такой любовью, как в ту пору, когда вся моя литературная деятельность отдана была исключительно тому журналу, которым руководил Николай Гаврилович и идеалы которого были и навсегда остались моими идеалами», — впоследствии вспоминал Плещеев.
В Москве в доме Плещеева на литературных и музыкальных вечерах бывали Некрасов, Тургенев, Толстой, А. Ф. Писемский, А. Г. Рубинштейн, П. И. Чайковский, актёры Малого театра. Плещеев был участником и избирался старейшиной «Артистического кружка».
В 1861 году Плещеев решил создать новый журнал под названием «Иностранное обозрение» и предложил участвовать в нём М. Л. Михайлову. Год спустя с Салтыковым, А. М. Унковским, А. Ф. Головачёвым, А. И. Европеусом и Б. И. Утиным он разработал проект журнала «Русская правда», но в мае 1862 получил отказ в открытии журнала. Тогда же у Плещеева возник неосуществлённый план покупки уже выходящей газеты «Век».
Позиция Плещеева в отношении реформ 1861 года с течением времени менялась. Сначала известие о них он воспринял с надеждой (свидетельство тому — стихотворение «Трудились бедные вы, отдыха не зная…»). В 1860 году поэт переосмыслил своё отношение к освобождению крестьян — во многом под влиянием Чернышевского и Добролюбова. В письмах к Е. И. Барановскому Плещеев замечал: «бюрократическая и плантаторская» партии готовы отдать «бедного мужика на жертву чиновничьему грабежу», отрекаясь от прежних надежд на то, что мужик «освободится от тяжёлой помещичьей лапы».

#### Период политической активности
Стихотворное творчество Плещеева начала 1860-х годов было отмечено преобладанием общественно-политических, гражданских тем и мотивов. Поэт старался обращаться к широкой демократически настроенной аудитории; в его поэтических произведениях появились агитационные нотки. Он окончательно прекратил сотрудничать с «Русским вестником» и лично общаться с М. Н. Катковым, более того, стал открыто критиковать направление, возглавляемое последним. «Проклятые вопросы реальности — вот подлинное содержание поэзии», — утверждал в одной из своих критических статей поэт, призывая к политизации изданий, в которых участвовал.
Характерными в этом смысле стихотворениями были «Мольба» (своего рода реакция на арест М. Л. Михайлова), посвящённое Некрасову стихотворение «Новый год», в котором (как и в «На сердце злоба накипела…») критиковались либералы с их риторикой. Одной из центральных в поэзии Плещеева начала 1860-х годов стала тема гражданина-бойца, революционного подвига. Поэт в стихах Плещеева — не прежний «пророк», страдающий от непонимания толпы, но «воин революции». Прямое политическое значение имело стихотворение «Честные люди дорогой тернистою…», посвящённое процессу Чернышевского («Пусть не сплетает венки вам победные…»).
Характер политического выступления имели и напечатанные в «Современнике» в 1862 году стихотворения «К юности» и «Лжеучителям», связанные с событиями осени 1861 года, когда аресты студентов были встречены полным равнодушием широких народных масс. Из письма Плещеева А. Н. Супеневу, которому было послано для передачи Некрасову стихотворение «К юности», явствует, что 25 февраля 1862 года Плещеев читал «К юности» на литературном вечере в пользу двадцати высланных студентов. Поэт принимал участие и в сборе денег в пользу пострадавших студентов. В стихотворении «К юности» он призывал студентов «не отступать перед толпой, бросать каменьями готовой». Стихотворение «Лжеучителям» стало ответом на лекцию Б. Н. Чичерина, прочитанную 28 октября 1861 года и направленную против «анархии умов» и «буйного разгула мысли» студентов. В ноябре 1861 года Плещеев писал А. П. Милюкову:
Читали ли вы лекцию Чичерина в «Московских ведомостях»? Как бы вы мало ни сочувствовали студентам, которых выходки действительно часто бывают ребяческими, но согласитесь, что нельзя не пожалеть бедную молодежь, осуждённую слушать такую дряблую ерунду, такие поношенные, как солдатские портки, общие места и пустозвонные доктринерские фразы! Это ли живое слово науки и правды? И этой лекции аплодировали сотоварищи почтенного доктринёра Бабст, Кетчер, Щепкин и Ко.
В отчётах тайной полиции за эти годы А. Н. Плещеев по-прежнему фигурировал как «заговорщик». В них подчёркивалось, что хотя Плещеев «ведёт себя очень скрытно», он всё-таки «подозревается в распространении идей, несогласных с видами правительства»:14. Для такой подозрительности имелись некоторые основания.
Честные люди, дорогой тернистою

Честные люди, дорогой тернистою

К свету идущие твёрдой стопой,

Волей железною, совестью чистою

Страшны вы злобе людской!

Пусть не сплетает венки вам победные

Горем задавленный, спящий народ, —

Ваши труды не погибнут бесследные;

Доброе семя даст плод…
Стихотворение, написанное в 1863 году по поводу суда над Чернышевским, не печаталось вплоть до 1905 года. Чернышевский, с которым Плещеева связывали общность взглядов и личная дружба, отмечал последнего как «писателя, деятельность которого безукоризненна и полезна».
Ещё до переезда Н. Плещеев в Москву ближайшие соратники Н. Г. Чернышевского готовили создание всероссийской тайной революционной организации. Активное участие в её подготовке приняли многие друзья поэта: С. И. Сераковский, М. Л. Михайлов, Я. Станевич, Н. А. Серно-Соловьевич, Н. В. Шелгунов. Поэтому полиция рассматривала и Плещеева как полноправного участника этой тайной организации. В доносе Всеволода Костомарова поэт был назван «заговорщиком»; именно ему приписывалось создание «Письма к крестьянам», известной прокламации Чернышевского.
Известно, что 3 июля 1863 года в III Отделении была составлена записка, сообщавшая, что поэт-переводчик Ф. Н. Берг посетил Плещеева на даче и видел у него листовки и типографский шрифт. «Фёдор Берг отозвался, что Плещеев… положительно один из деятелей общества „Земля и воля“», — говорилось в записке. 11 июля 1863 года у Плещеева был проведён обыск, который не принёс результатов. В письме к управляющему 1-й экспедицией III Отделения Ф. Ф. Кранцу поэт негодовал по этому поводу, а наличие в доме портретов Герцена и Огарёва и нескольких запрещённых книг объяснил литературными интересами. Точных данных об участии Плещеева в «Земле и воле» нет. Многие современники считали, что Плещеев не только принадлежал к тайному обществу, но и содержал подпольную типографию, о чём, в частности, писал П. Д. Боборыкин. М. Н. Слепцова в своих воспоминаниях «Штурманы грядущей бури» утверждала, что в числе лиц, входивших в «Землю и волю» и лично ей знакомых, был и Плещеев: «В 60-х годах он заведовал типографией в Москве, где печаталась „Молодая Россия“, и, кроме того, участвовал в только что начавшихся тогда в Москве же „Русских ведомостях“, кажется, в качестве обозревателя иностранной литературы. Он был членом „Земли и воли“, что с давних пор связывало его со Слепцовым», — утверждала она. Косвенно эти утверждения подтверждаются письмами самого Плещеева. Так, о намерении «завести у себя типографию» он писал Ф. В. Чижову 16 сентября 1860 года. В письме Достоевскому от 27 октября 1859 года говорилось: «Я завожу сам — хотя не один — типографию».

#### Литературная деятельность в 1860-х годах
В 1860 году вышли два тома «Повестей и рассказов» Плещеева, а в 1861 и 1863 годах — ещё два сборника стихотворений. Исследователи отмечали, что как поэт Плещеев примкнул к некрасовской школе. На фоне общественного подъёма 1860-х годов он создавал социально-критические, протестно-призывные стихи («О, юность, юность, где же ты?», «О, не забудь, что ты должник», «Скучная картина!»). Вместе с тем, по характеру поэтического творчества он был близок в 1860-е годы к Н. П. Огарёву. Творчество обоих поэтов складывалось на общих литературных традициях, хотя отмечалось, что поэзия Плещеева более лирична. Среди современников всё же преобладало мнение о том, что Плещеев так и остался «человеком сороковых годов», несколько романтичным и отвлечённым. «Такой душевный склад не совсем совпадал с характером новых людей, трезвых шестидесятников, требовавших дела и прежде всего дела»:13, — отмечал биограф поэта Н. В. Банников.
Н. Д. Хвощинская под псевдонимом «В. Крестовский» в рецензии на сборник Плещеева 1861 года высоко оценивая в ретроспективе творчество поэта, писавшего «живые, теплые современные вещи, которые заставляли нас сочувствовать ему», но резко критиковала «неопределённость» чувств и идей, в некоторых стихах улавливая упадничество, в некоторых — сочувствие либерализму. Косвенно с такой оценкой соглашался и сам Плещеев, в стихотворении «Раздумье» признававшийся о «жалком разувереньи» и «убеждении в бесплодности борьбы…».
Исследователи отмечали, что в новой для Плещеева литературной ситуации ему было трудно выработать собственную позицию. «Нужно сказать новое слово, а где оно?», — писал он Достоевскому в 1862 году. Плещеев сочувственно воспринимал разнообразные, иногда полярные общественно-литературные взгляды: так, разделяя некоторые идеи Н. Г. Чернышевского, вместе с тем поддерживал и московских славянофилов, и программу журнала «Время».
Литературные заработки приносили поэту скудный доход, он вёл существование «литературного пролетария», как называл таких людей (включая и себя самого) Ф. М. Достоевский. Но, как отмечали современники, вёл себя Плещеев независимо, сохраняя верность «высокому гуманистическому шиллеровскому идеализму, усвоенному в юности»:101. Как писал Ю. Зобнин, «Плещеев с мужественной простотой принца-изгнанника выносил постоянную нужду этих лет, ютился со своим многочисленным семейством в крохотных квартирках, но ни на йоту не поступался ни своей гражданской, ни литературной совестью»:101.

### Годы разочарований
В 1864 году А. Плещеев вынужден был поступить на службу и получил место ревизора контрольной палаты московского почтамта. «Совсем меня исколотила жизнь. В мои лета биться как рыба об лёд и носить вицмундир, к которому никогда не готовился, куда как тяжко»:14, — жаловался он спустя два года в письме Некрасову.
Были и другие причины, обусловившие наметившееся к концу 1860-х годов резкое ухудшение общего настроения поэта, преобладания в его произведениях чувств горечи и подавленности. Крах претерпели его надежды на всенародные выступления в ответ на реформу; скончались или были арестованы многие его друзья (Добролюбов, Шевченко, Чернышевский, Михайлов, Серно-Соловьевич, Шелгунов). Тяжёлым ударом для поэта стала смерть жены, последовавшая 3 декабря 1864 года. После закрытия в 1866 году журналов «Современник» и «Русское слово» (ещё ранее были прекращено издание журналов братьев Достоевских «Время» и «Эпоха») Плещеев оказался в числе литераторов, практически потерявших журнальную трибуну. Основной темой его стихов этого времени стало разоблачение предательства и измены («Если хочешь ты, чтоб мирно…», «Apostaten-Marsch», «Жаль мне тех, чья гибнет сила…»).
В 1870-х годах революционные настроения в творчестве Плещеева приобрели характер реминисценций. Характерным в этом смысле считается одно из самых значительных в его творчестве стихотворение «Я тихо шёл по улице безлюдной…» (1877), посвящённое памяти В. Г. Белинского. Словно бы подводило черту под длительным периодом разочарований и крушения надежд стихотворение «Без надежд и ожиданий…» (1881), явившееся прямым откликом на положение дел в стране.

#### Плещеев в Петербурге
В 1868 году Н. А. Некрасов, став во главе журнала «Отечественные записки», пригласил Плещеева переехать в Петербург и занять пост секретаря редакции. Здесь поэт сразу же оказался в дружеской обстановке, среди единомышленников. После смерти Некрасова Плещеев взял на себя руководство стихотворным отделом и проработал в журнале вплоть до 1884 года.

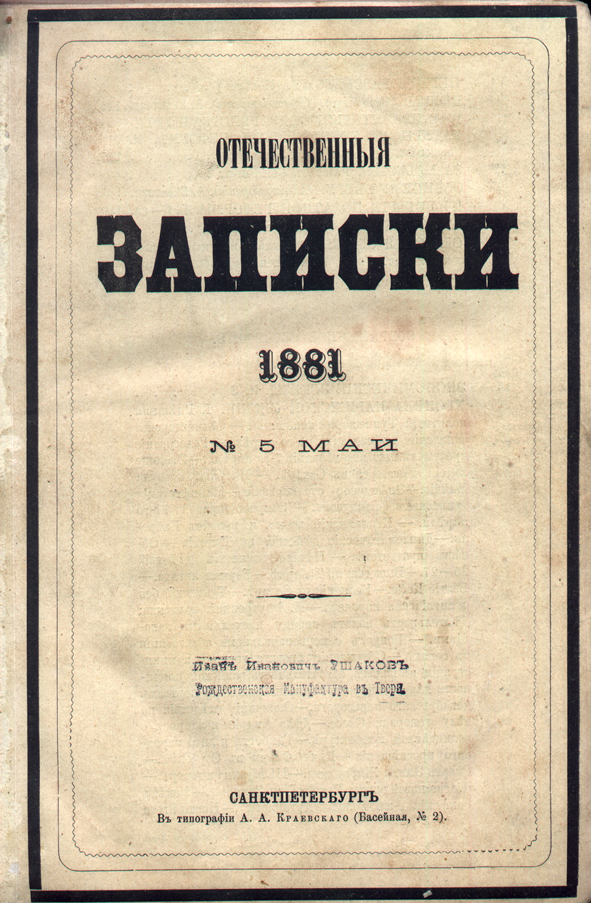

Одновременно вместе с В. С. Курочкиным, А. М. Скабичевским, Н. А. Демертом стал сотрудником «Биржевых ведомостей», газеты, в которой Некрасов мечтал негласно «проводить взгляды» своего основного издания. После закрытия «Отечественных записок» Плещеев способствовал созданию нового журнала под названием «Северный вестник», в котором проработал до 1890 года:15.
Активно поддерживал начинающих литераторов. Сыграл важнейшую роль в жизни Ивана Сурикова, который нищенствовал и готов был покончить с собой. Жизнь Сурикова переменилась после первой публикации, устроенной Плещеевым. Имея огромное влияние в редакциях и издательствах, Плещеев помогал В. М. Гаршину, А. Серафимовичу, С. Я. Надсону, А. Апухтину. Важнейшую роль Плещеев сыграл в литературной судьбе Д. С. Мережковского в годы его литературного старта. Последний как реликвию хранил в своём архиве краткую записку: «Предлагаю в члены <Литературного> общества Семена Яковлевича Надсона (Крондштадт, угол Козельской и Кронштадтской, дом наследников Никитиных, квартира Григорьева) Дмитрия Сергеевича Мережковского (Знаменская, 33, квартира 9) А. Плещеев»:99. Крепкая дружба связывала Плещеева с начинающим А. П. Чеховым, которого Плещеев считал самым многообещающим из молодых литераторов. Поэт с восхищением встретил первую крупную повесть Чехова «Степь»:17.
В своих библиографических заметках Плещеев отстаивал реалистические принципы в искусстве, развивая идеи В. Г. Белинского и установки «реальной критики», прежде всего Н. А. Добролюбова. Каждый раз, исходя из общественного значения литературы, Плещеев старался выявить в своих критических обзорах социальный смысл произведения, хоть и «опирался, как правило, на расплывчатые, слишком общие понятия, такие, как сочувствие обездоленным, знание сердца и жизни, естественность и пошлость». В частности, такой подход привёл его к недооценке произведений А. К. Толстого. Как заведующий литературным отделом «Северного вестника» Плещеев открыто конфликтовал с народнической группой редакции, в первую очередь с Н. К. Михайловским, от критики которого защищал Чехова (особенно его «Степь») и Гаршина. В результате Плещеев рассорился с А. М. Евреиновой («…У ней сотрудничать не намерен после её грубого и нахального отношения ко мне», — писал он Чехову в марте 1890 года) и прекратил сотрудничество с журналом.

### Творчество 1880-х годов
С переездом в столицу творческая деятельность Плещеева возобновилась и не прекращалась почти до самой его смерти. В 1870—1880-е годы поэт занимался преимущественно стихотворными переводами с немецкого, французского, английского и некоторых славянских языков. Как отмечали исследователи, именно здесь в наибольшей степени проявилось его поэтическое мастерство.
…Ты дорог нам, что не одним лишь словом,

Но всей душой своей, всей жизнью ты поэт,

И в эти шестьдесят тяжёлых, долгих лет —

В глухом изгнании, в бою, в труде суровом —

Ты чистым пламенем повсюду был согрет.

Но знаешь ли, поэт, кому ты всех дороже,

Кто горячее всех привет тебе пошлёт?

Ты лучший друг для нас, для русской молодёжи,

Для тех, кого ты звал: «Вперёд, вперёд!»

Своей пленительной, глубокой добротою,

Как патриарх, в семью ты нас объединял, —

И вот за что тебя мы любим всей душою,

И вот за что теперь мы подняли бокал!
Эти стихи Д. С. Мережковского, прочитанные им «от имени молодёжи» на юбилейных торжествах 22 ноября 1885 года, посвящённых 60-летию поэта, в полной мере отражали отношение к патриарху нового поколения русской интеллигенции:101.
Плещеев перевёл крупные драматические произведения («Ратклиф» Гейне, «Магдалина» Геббеля, «Струэнзе» Бера), стихи немецких поэтов (Гейне, Гартман, Пруц, французских (Гюго, Монье), английских (Байрон, Теннисон, Саути, Мур), венгерских (Петёфи), итальянских (Леопарди), произведения украинского поэта Шевченко и таких польских поэтов, как Витвицкий («Травка зеленеет, солнышко блестит…», из сборника «Сельские песни»), Желиговский) и Сырокомля.
Плещеев переводил и художественную прозу; некоторые произведения («Чрево Парижа» Золя, «Красное и чёрное» Стендаля) впервые были изданы именно в его переводе. Поэт переводил также научные статьи и монографии. В разных журналах Плещеев опубликовал многочисленные компилятивные работы по западноевропейской истории и социологии («Поль-Луи Курье, его жизнь и сочинения», 1860; «Жизнь и переписка Прудона», 1873; «Жизнь Диккенса», 1891), монографии о творчестве Шекспира, Стендаля, Мюссе. В своих публицистических и литературно-критических статьях, во многом следуя за Белинским, он пропагандировал демократическую эстетику, призывал искать в народной среде героев, способных к самопожертвованию во имя общего счастья.
В 1887 году вышло в свет полное собрание стихотворений Плещеева. Второе издание (1894 год), с некоторыми дополнениями было издано уже после смерти Плещеева его сыном. В последующие годы были изданы также «Повести и рассказы».
Плещеев активно интересовался театральной жизнью, был близко знаком с А. Н. Островским. В разное время он занимал должности старшины Артистического кружка и председателя Общества сценических деятелей, активно участвовал в деятельности Общества русских драматических писателей и оперных композиторов, нередко сам выступал с чтениями.
Плещеев написал 13 оригинальных пьес. В основном это были небольшие по объёму и «занимательные» по сюжету лирико-сатирические комедии из провинциально-помещичьей жизни. Театральные постановки по его драматургическим произведениям — «Услуга» и «Нет худа без добра» (обе 1860 года), «Счастливая чета», «Командирша» (обе 1862), «Что часто бывает» и «Братья» (обе 1864), и др.) — шли в ведущих театрах страны. В эти же годы он переработал для русской сцены около тридцати комедий зарубежных драматургов.

#### Детская литература
Важное место в творчестве Плещеева последнего десятилетия его жизни занимала детская поэзия и литература. Успех имели его сборники «Подснежник» (1878) и «Дедушкины песни» (1891). Некоторые стихотворения стали хрестоматийными («Старик», «Бабушка и внучек»). Поэт принимал активное участие в издательском деле, именно в развитии детской литературы. В 1861 году совместно с Ф. Н. Бергом он издал сборник-хрестоматию «Детская книжка», в 1873 году совместно с Н. А. Александровым — сборник произведений для детского чтения «На праздник». Благодаря усилиям Плещеева вышли семь школьных пособий под общим заглавием «Географические очерки и картины».
Исследователи творчества Плещеева отмечали, что для его детских стихов характерны стремление к жизненности и простоте; они наполнены свободными разговорными интонациями и реальной образностью, сохраняя при этом общие настроения социального недовольства («Я у матушки выросла в холе…», «Скучная картина», «Нищие», «Дети», «Родное», «Старики», «Весна», «Детство», «Старик», «Бабушка и внучек»).

#### Романсы на стихи Плещеева

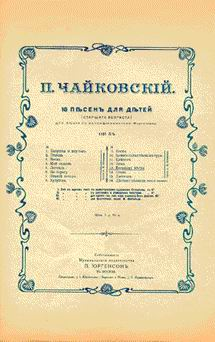

Плещеев характеризовался специалистами как «поэт с плавно льющейся, романсовой» стихотворной речью и один из самых «напевных поэтов-лириков второй половины XIX века». На его стихи было написано около ста романсов и песен — как современниками, так и композиторами последующих поколений, в числе которых следует вспомнить Римского-Корсакова («Ночь пролетала над миром»), Мусоргского, Кюи, Гречанинова, Рахманинова.
Стихотворения и детские песни Плещеева стали источником вдохновения и для Чайковского, который ценил их «задушевный лиризм и непосредственность, взволнованность и ясность мысли». Интерес Чайковского к поэзии Плещеева в значительной степени был обусловлен фактом их личного знакомства. Они встретились в конце 1860-х годов в Москве в Артистическом кружке и на всю жизнь сохранили добрые дружеские отношения.
Чайковский, обращавшийся к поэзии Плещеева в разные периоды своей творческой жизни, написал на стихи поэта несколько романсов: в 1869 году — «Ни слова, о друг мой…», в 1872 — «О, спой ту же песню…», в 1884 — «Лишь ты один…», в 1886 — «О, если б знали вы…» и «Нам звёзды кроткие сияли…». Четырнадцать песен Чайковского из цикла «Шестнадцать песен для детей» (1883) были созданы на стихи из сборника Плещеева «Подснежник». «Эта работа лёгкая и очень приятная, ибо я взял текстом Подснежник Плещеева, где много прелестных вещиц», — писал композитор во время работы над этим циклом М. И. Чайковскому. В Доме-музее Чайковского в Клину в библиотеке композитора сохранился сборник стихотворений Плещеева «Подснежник» с дарственной надписью поэта: «Петру Ильичу Чайковскому в знак расположения и благодарности за его прекрасную музыку на мои плохие слова. А. Н. Плещеев. 1881 февраля 18-го. С.-Петербург».

#### Плещеев и Чехов

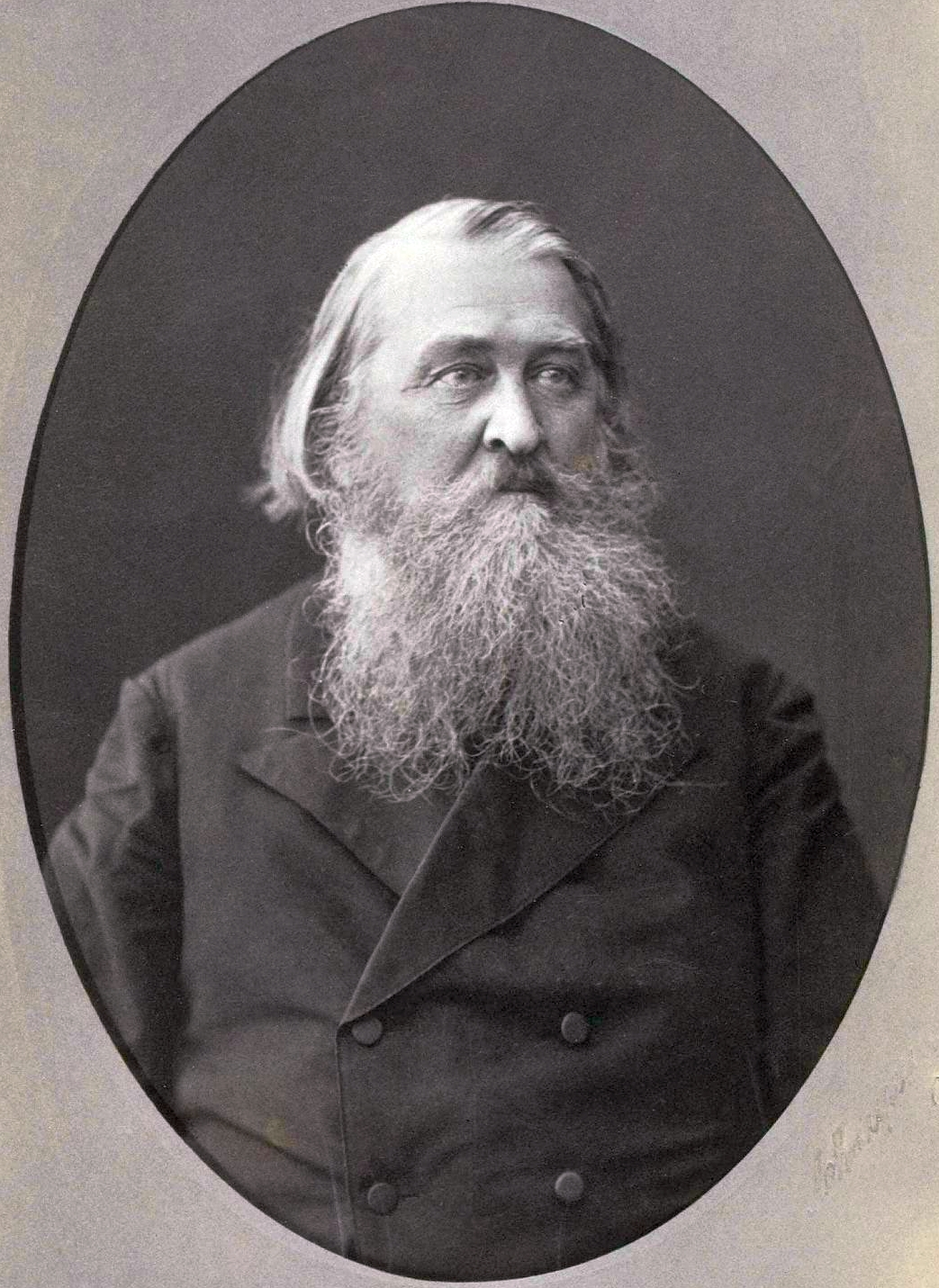
А. В. Плещеев

Фотография, подаренная А. Н. Плещеевым А. П. Чехову в 1888 году.
Ужасно я люблю получать от Вас письма. Не в комплимент Вам будь сказано, столько в них всегда меткого остроумия, так хороши все Ваши характеристики и людей и вещей, что их читаешь как талантливое литературное произведение; и эти качества, в соединении с мыслью, что тебя помнит и расположен к тебе хороший человек, делают Ваши письма очень ценными
Из письма А. Н. Плещеева А. П. Чехову 15 июля 1888 года.

Почитателем Чехова Плещеев стал ещё до того, как познакомился с ним лично. Мемуарист барон Н. В. Дризен писал: «Как сейчас вижу благообразную, почти библейскую фигуру старца — поэта А. Н. Плещеева, беседующего со мной по поводу книжки В сумерках, только что выпущенной Сувориным. „Когда я читал эту книжку, — сказал Плещеев, — передо мной незримо витала тень И. С. Тургенева. Та же умиротворяющая поэзия слова, то же чудесное описание природы…“ Особенно нравился ему рассказ „Святою ночью“».
Первое знакомство Плещеева с Чеховым состоялось в декабре 1887 года в Санкт-Петербурге, когда последний вместе с И. Л. Леонтьевым (Щегловым) посетил дом поэта. Щеглов вспоминал позднее об этой первой встрече: «…не прошло получаса, как милейший Алексей Николаевич был у Чехова в полном „душевном плену“ и волновался в свою очередь, тогда как Чехов быстро вошёл в своё обычное философски-юмористическое настроение. Загляни кто-нибудь случайно тогда в кабинет Плещеева, он наверное бы подумал, что беседуют давние близкие друзья…». Спустя месяц между новыми друзьями началась интенсивная дружеская переписка, длившаяся пять лет. В письмах к другим своим знакомым Чехов нередко называл Плещеева «дедушкой» и «padre». При этом сам он не являлся почитателем поэзии Плещеева и не скрывал иронии по отношению к тем, кто боготворил поэта.
Повесть «Степь» Чехов писал в январе 1888 года для «Северного вестника» и при этом подробно делился в письмах своими размышлениями и сомнениями («Робею и боюсь, что моя Степь выйдет незначительной… Откровенно говоря, выжимаю из себя, натужусь и надуваюсь, но всё-таки в общем она не удовлетворяет меня, хотя местами и попадаются в ней стихи в прозе»). Плещеев стал первым читателем повести (в рукописи) и неоднократно выражал в письмах свой восторг («Вы написали или почти написали большую вещь. Хвала и честь Вам!.. Мне больно, что Вы написали столько прелестных, истинно художественных вещей — и пользуетесь меньшей известностью, чем писатели, недостойные развязать ремня у Ваших ног»).
Чехов в первую очередь Плещееву посылал рассказы, повести и пьесу «Иванов» (во второй редакции); делился в переписке замыслом романа, над которым работал в конце 1880-х годов, давал читать первые главы. 7 марта 1889 года Чехов написал Плещееву: «Свой роман посвящу я Вам… в мечтах и в планах моих Вам посвящена моя самая лучшая вещь». Плещеев, высоко ценя в Чехове внутреннюю независимость, и сам был с ним откровенен: не скрывал своего резко отрицательного отношения к «Новому времени» да и к самому Суворину, с которым Чехов был близок.
В 1888 году Плещеев навестил Чехова в Сумах (дача Линтваревых на Луке), и последний так отозвался об этом визите в письме Суворину: 

Он <Плещеев> тугоподвижен и старчески ленив, но это не мешает прекрасному полу катать его на лодках, возить в соседние имения и петь ему романсы. Здесь он изображает из себя то же, что и в Петербурге, то есть икону, которой молятся за то, что она стара и висела когда-то рядом с чудотворными иконами. Я же лично, помимо того, что он очень хороший, тёплый и искренний человек, вижу в нём сосуд, полный традиций, интересных воспоминаний и хороших общих мест.— А. П Чехов — А. С. Суворину. 30 мая 1888. Сумы.
Воспоминания о посещении Плещеевым дачи на Луке оставил Михаил Чехов.
Плещеев раскритиковал чеховские «Именины», в частности, её среднюю часть, с чем Чехов согласился («…Писал я её лениво и небрежно. Привыкнув к маленьким рассказам, состоящим только из начала и конца, я скучаю и начинаю жевать, когда чувствую, что пишу середину»), затем резко отозвался о пьесе «Леший» (которую до этого хвалили Мережковский и Урусов). Напротив, его высочайшей оценки удостоился рассказ «Скучная история».
Переписка стала сходить на нет после того, как Чехов, отправившись в Тюмень, не ответил на несколько писем поэта. Однако и после получения наследства и последующим переездом в Париж Плещеев продолжал подробно описывать Чехову свою жизнь, болезни и лечение. Всего сохранилось 60 писем Чехова и 53 письма Плещеева. Первая публикация переписки была подготовлена сыном поэта, литератором и журналистом Александром Алексеевичем Плещеевым и опубликована в 1904 году «Петербургским дневником театрала».

### Последние годы жизни
Три последних года жизни Плещеев оказался освобождён от забот о заработках. В 1890 году он получил огромное наследство от пензенского родственника Алексея Павловича Плещеева и поселился с дочерьми в роскошных апартаментах парижского отеля «Mirabeau», куда звал всех своих знакомых литераторов и щедро дарил им крупные суммы денег. По воспоминаниям Зинаиды Гиппиус, поэт изменился лишь внешне (похудев от начинавшейся болезни). Огромное богатство, вдруг свалившееся на него «с неба», он принял «с благородным равнодушием, оставаясь таким же простым и хлебосольным хозяином, как и в маленькой клетушке на Преображенской площади». «Что мне это богатство. Вот только радость, что детей я смог обеспечить, ну и сам немножко вздохнул… перед смертью»:101, — так передавала его слова поэтесса. Плещеев сам водил гостей по достопримечательностям Парижа, заказывал роскошные обеды в ресторанах и «почтеннейше просил» принять от него «аванс» на проезд — тысячу рублей:101.
Поэт внёс значительную сумму в Литературный фонд, учредил фонды имени Белинского и Чернышевского для поощрения талантливых писателей, стал поддерживать семьи Г. И. Успенского и C. Я. Надсона, взялся финансировать журнал Н. К. Михайловского и В. Г. Короленко «Русское богатство».
2 января 1892 года из Ниццы Плещеев писал Чехову о том, что его сын Николай купил себе имение в Смоленской губернии (село Шанталово, ныне Починковский район), что в июле в Люцерне у него самого отнялись левая рука и нога, подробно описывал консультации у известных медиков (включая «…знаменитого Кусмауля, которого выписывал к себе перед смертью Боткин» — последний и запретил ему возвращаться в Россию зимой), а также упоминал лечение «электричеством и массажем»:
…Но все ещё до совершенной поправки далеко. Много ходить или скоро ходить — не могу. Утомляюсь. Хотя хожу всё с палкой. Одышка и сердцебиение зато бывают здесь очень редко. Курить совсем перестал. Вина пью рюмку за обедом и завтраком.А. Н. Плещеев — А. П. Чехову. 2(14) января 1892 года, Ницца
К. Д. Бальмонт. Памяти Плещеева.

Его душа была чиста, как снег;

Был для него святыней человек;

Он был всегда певцом добра и света;

К униженным он полон был любви.

О, молодость! Склонись, благослови

Остывший прах умолкшего поэта.
Плещеев писал, что избегает бомонда, упоминая в числе тех, с кем общение доставляет ему удовольствие, лишь профессора М. М. Ковалевского, зоолога Коротнева, вице-консула Юрасова, чету Мережковских.

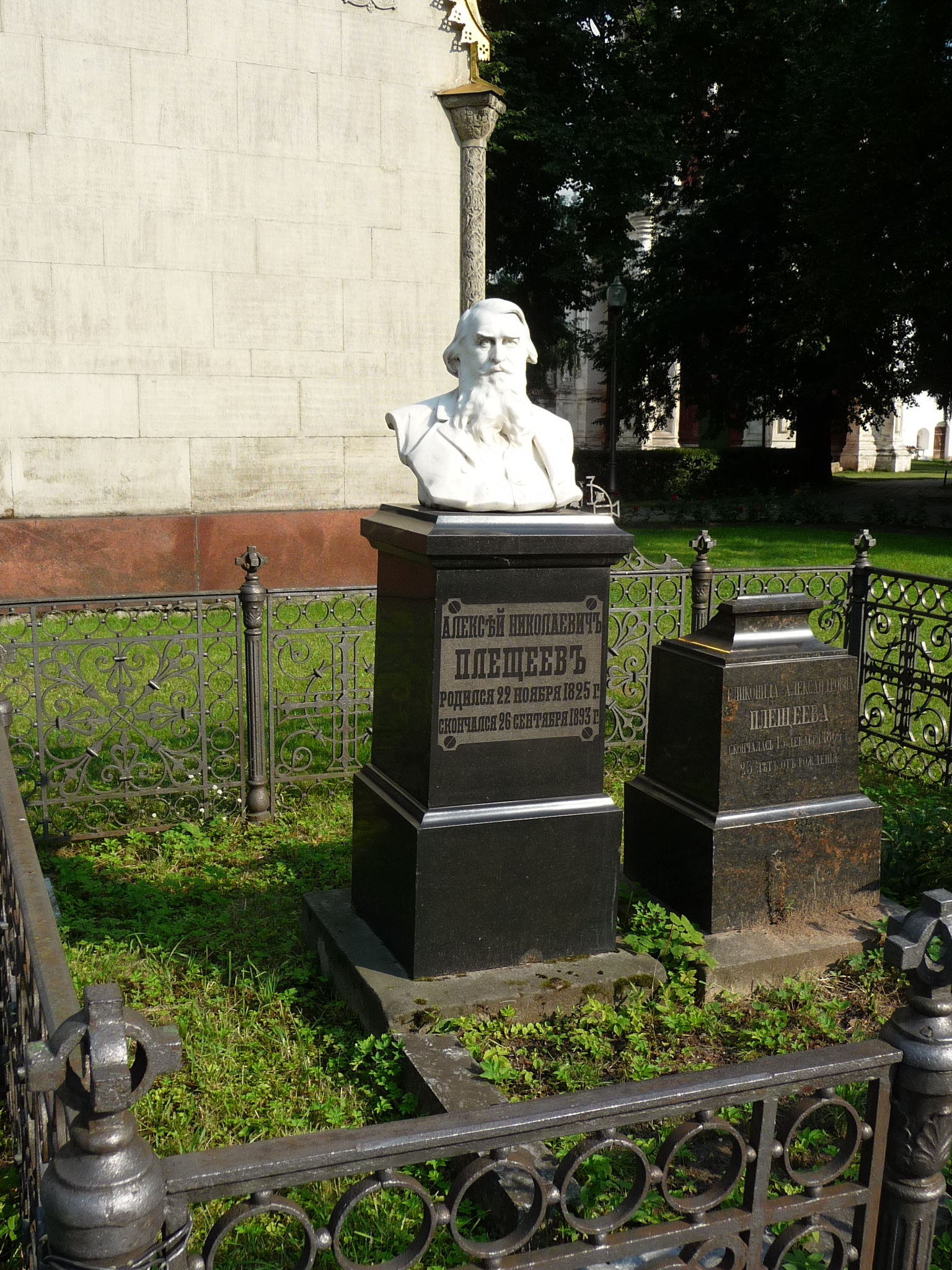
Могила Плещеева в Новодевичьем монастыре

В 1893 году, уже тяжело больной, Плещеев в очередной раз отправился на лечение в Ниццу и по пути 26 сентября (8 октября) 1893 скончался от апоплексического удара:15. Тело его было перевезено в Москву и погребено на территории Новодевичьего монастыря.
Власти запретили публиковать какое бы то ни было «панегирическое слово» на смерть поэта, но на церемонии прощания 6 октября собралось огромное количество людей. На похоронах, как свидетельствовали современники, присутствовали, в основном, молодые люди, в том числе многие тогда ещё неизвестные литераторы, в частности, Константин Бальмонт, произнёсший прощальную речь над гробом:18.

## Отзывы критиков и современников
Исследователи творчества поэта отмечали огромный резонанс, который имело одно из его первых стихотворений, «Вперёд», заложившее основу «общественной, гражданской стороны его поэзии…». Отмечалась, прежде всего, прочность гражданской позиции Плещеева, полное соответствие личных качеств провозглашавшихся им идеалам. П. И. Вейнберг, в частности, писал: 

Поэзия Плещеева есть во многом выражение и отражение его жизни. Он принадлежит к категории поэтов с совершенно определённым характером, сущность которого исчерпывается каким-нибудь одним мотивом, группирующим вокруг себя свои видоизменения и разветвления, всегда сохраняющие, однако, ненарушимым основной фундамент. В поэзии Плещеева этот мотив — гуманность в самом обширном и благородном значении слова. Будучи применена преимущественно к окружавшим поэта явлениям общественным, эта гуманность естественно должна была принять элегический характер, но его грусть всегда сопровождается непоколебимой верой в победу — рано или поздно — добра над злом….— П. И. Вейнберг
Многие критики при этом сдержанно оценивали ранние произведения Плещеева. Отмечалось, что литературная деятельность была «окрашена идеями социалистического утопизма»; традиционные романтические мотивы разочарования, одиночества, тоски «осмысливались им как реакция на социальное неблагополучие», в контексте темы «святого страдания» лирического героя («Сон», «Странник», «На зов друзей»). Гуманистический пафос лирики Плещеева сочетался с характерным для настроений утопистов пророческим тоном, питавшимся надеждой «увидеть вечный идеал» («Поэту», 1846). Вера в возможность гармоничного мироустройства, ожидание скорых перемен выразились и в самом известном стихотворении Плещеева, исключительно популярном в кругу петрашевцев (а также и среди революционно настроенной молодёжи следующих поколений, «Вперед! без страха и сомненья…» (1846).
Друзья! Дадим друг другу руки 

И вместе двинемся вперед,

И пусть, под знаменем науки,

Союз наш крепнет и растёт…

…Пусть нам звездою путеводной 

Святая истина горит.

И верьте, голос благородный

Недаром в мире прозвучит.
Литераторы и критики, связанные с социал-демократическим движением, нередко скептически отзывались о пессимистических настроениях, преобладавших в поэзии поэта после его возвращения из ссылки. Однако тот же Добролюбов, отмечая, что в стихах Плещеева слышны «какое-то внутреннее тяжёлое горе, грустная жалоба побеждённого бойца, печаль о несбывшихся надеждах юности», замечал всё же, что эти настроения не имеют ничего общего с «жалобными стонами плаксивых пиит прежнего времени». Отмечая, что подобный переход от изначальной возвышенности надежд к разочарованию характерен вообще для лучших представителей русской поэзии (Пушкин, Кольцов и др.), критик писал, что «…грусть поэта о неисполнении его надежд не лишена… общественного значения и даёт стихотворениям г. Плещеева право на упоминание в будущей истории русской литературы, даже совершенно независимо от степени таланта, с которым в них выражается эта грусть и эти надежды».
Критики и литераторы более поздних поколений несколько иначе оценивали минорные интонации поэта, находя их созвучными тому времени, в котором он жил. «Держал он светоч мысли в чёрный день. В его душе рыдания звучали. В его строфах был звук родной печали, унылый стон далёких деревень, призыв к свободе, нежный вздох привета и первый луч грядущего рассвета»:330, — писал К. Бальмонт в посмертном посвящении.
Плещеев не был новатором формы: его поэтическая система, сформировавшаяся в русле пушкинской и лермонтовской традиций, опиралась на устойчивые словосочетания, сложившиеся ритмико-синтаксические схемы, хорошо разработанную систему образов. Одним критикам это представлялось свидетельством подлинного вкуса и таланта, другим — давало основание называть некоторые его стихотворения «бесцветными», обвинять его в «несамостоятельности» и «однообразии». При этом современники, в большинстве своём, высоко ценили «общественное значение» поэзии Плещеева, её «благородное и чистое направление», глубокую искренность, призыв к «честному служению обществу».
Плещеева нередко упрекали в увлечении отвлечёнными понятиями и высокопарными метафорами («Всем врагам неправды чёрной, восстающим против зла», «Меч народов обагрён», «Но высокие стремленья в жертву пошлости людской принесли…»). При этом сторонники поэта отмечали, что дидактизм такого рода был формой эзоповской речи, попыткой обойти цензуру. М. Л. Михайлов, одно время критиковавший Плещеева, уже в 1861 году писал, что «…за Плещеевым осталась одна сила — сила призыва к честному служению обществу и ближним».
С годами критики всё больше внимания обращали на индивидуальную, «особую чистоту и прозрачность поэтического языка Плещеева», искренность и задушевность; смягчённость тонов его поэтической палитры, эмоциональную глубину внешне крайне простых, бесхитростных строк:16.
Из историков литературы XX века отрицательная оценка творчества Плещеева принадлежит Д. П. Святополк-Мирскому, который писал в предисловии к поэтической антологии, что Плещеев «вводит нас в подлинную Сахару поэтической бездарности и некультурности», а в своей «Истории русской литературы» отмечал: «Гражданская поэзия в руках наиболее значительных её представителей стала подлинно реалистической, но рядовые гражданствующие барды зачастую были такими же эклектиками, как и поэты „чистого искусства“, а в покорности условностям ещё их превосходили. Такова, например, плоская и скучная поэзия очень милого и почтенного А. Н. Плещеева».

### Влияния
Чаще всего поэзию Плещеева критики приписывали к некрасовской школе. Действительно, уже в 1850-х годах у поэта стали появляться стихотворения, словно бы воспроизводившие сатирическую и социально-бытовую линии поэзии Некрасова («Дети века все больные…», 1858 и др.). Первый всеобъемлющий сатирический образ либерала появился в стихотворении «Мой знакомый» (1858). Критики тут же отметили, что многие атрибуты образности были заимствованы у Некрасова (отец, разорившийся «на танцовщицах», губернская карьера героя и т. д.). Та же обличительная линия продолжалась в стихотворении «Счастливец» («Клевета! Богоугодных разных обществ член и я. Филантропы пять целковых каждый год берут с меня».) Необычный симбиоз некрасовской обличительности и тургеневской темы «лишнего героя» проявился в повести «Она и он» (1862).
Поэт много писал о народной жизни («Скучная картина», «Родное», «Нищие»), о жизни городских низов («На улице»). Под впечатлением от тяжелой участи Н. Г. Чернышевского, находившегося уже пять лет в сибирской ссылке, было написано стихотворение «Жаль мне тех, чья гибнет сила» (1868). Влияние Некрасова было заметно в бытовых зарисовках и в фольклорно-стиховых имитациях Плещеева («Я у матушки выросла в холе…», 1860-е годы), в стихах для детей. К Некрасову поэт навсегда сохранил чувства личной привязанности и благодарности. «Некрасова я люблю. В нём есть стороны, влекущие к нему невольно, и за них прощаешь ему многое. В эти три-четыре года, что я здесь <в Петербурге>, мне довелось провести с ним два-три вечера — таких, которые надолго оставляют след в душе. Наконец, скажу, что я лично ему многим обязан…», — писал он Жемчужникову в 1875 году. Некоторые современники, в частности, М. Л. Михайлов, обращали внимание на то, что Плещееву не удалось создать убедительных картин народной жизни; тяга к некрасовской школе была для него, скорее, нереализованной тенденцией.

#### Лермонтовские мотивы
В. Н. Майков был одним из первых, кто причислил Плещеева к последователям Лермонтова. Впоследствии об этом писали и современные исследователи: В. Жданов отмечал, что Плещеев в каком-то смысле «перенял эстафету» у Лермонтова, одно из последних стихотворений которого повествовало о судьбе пушкинского пророка, пустившегося обходить «моря и земли» («Провозглашать я стал любви / И правды чистые ученья: / В меня все ближние мои / Бросали бешено каменья…»). Одним из первых опубликованных стихотворений Плещеева была «Дума», обличавшее равнодушие общественности «к добру и злу», созвучное лермонтовской теме («Увы, отвержен он! Толпа в его словах / Учения любви и правды не находит…»).
Тема поэта-пророка, заимствованная у Лермонтова, стала лейтмотивом плещеевской лирики, выражая «взгляд на роль поэта как вождя и учителя, а на искусство — как на средство переустройства общества». Поэма «Сон», повторявшая сюжет пушкинского «Пророка» (сон в пустыне, явление богини, превращение в пророка), согласно В. Жданову, «позволяет говорить о том, что Плещеев не только повторял мотивы своих гениальных предшественников, но пытался дать свою трактовку темы. Он стремился продолжить Лермонтова, как Лермонтов продолжил Пушкина». Плещеевский пророк, которого ждут «камни, цепи, тюрьма», вдохновлённый идеей правды, идет к людям («Мой падший дух восстал… и угнетенным вновь / Я возвещать пошел свободу и любовь…»). Из пушкинского и лермонтовского источников происходит и тема личного, семейного счастья, развернутая в поэзии петрашевцев, а в творчестве Плещеева получившая новую трактовку, как тема трагедии брака, разбивающего любовь («Бая»), как проповедь любви «разумной», основанной на сходстве взглядов и убеждений («Мы близки друг другу… Я знаю, но чужды по духу…»).

#### Единомышленники и последователи
Критики отмечали, что по характеру и роду своей поэтической деятельности Плещеев в 1860-е годы был ближе всего к Н. П. Огарёву. На этом творческом «родстве» настаивал и он сам. 20 января 1883 года поэт писал С. Я. Надсону, что П. И. Вейнберг в докладе о нём «отлично подошёл к теме, соединив меня в своей характеристике с Огарёвым». Пейзажная и пейзажно-философская лирика Плещеева рассматривалась критиками как «интересная», но рассудочная и во многом вторичная, в частности, по отношению к творчеству А. А. Фета.
Уже исследователями XX века отмечалось, что насаждавшееся либеральной прессой представление о Плещееве как о «поэте 40-х годов», пережившем своё время, или некрасовском эпигоне во многом мотивировалось политическими интригами, желанием принизить авторитет потенциально опасного, оппозиционного автора. Биограф Н. Банников отмечал, что поэтическое творчество Плещеева развивалось; в поздних его стихах стало меньше романтической патетики, больше — с одной стороны, созерцательности и философских размышлений, с другой — сатирических мотивов («Мой знакомый», «Счастливец»):15. Вполне самостоятельную ценность имели такие протестные произведения поэта, как «Честные люди, дорогой тернистою…», «Жаль мне тех, чья гибнет сила»; стихи, высмеивавшие деградировавших в своей пассивной «оппозиционности» «лишних людей» (стихотворная новелла «Она и он», стихотворение «Дети века всё больные…», 1858).
«Посвящение»

Домчатся ль к вам знакомых песен звуки,

Друзья моих погибших юных лет?

И братский ваш услышу ль я привет?

Все те же ль вы, что были до разлуки?…

Быть может, мне иных не досчитаться!

А те - в чужой, далекой стороне -

Уже давно забыли обо мне…

И некому на песни отозваться!
Стихотворение, датированное 1858 годом и адресованное соратникам-петрашевцам, нашло среди последних горячий отклик, о чём свидетельствовал Н. С. Кашкин. Последний откликнулся своим стихом:241:

Иди вперед, не унывай!

Добра и правды на дорогу

Друзей ты громко призывай.

Вперед без страха и сомненья,

И если в ком остыла кровь,

Твои живые песнопенья

Его пробудят к жизни вновь.
Критики отмечали, что поэзия Плещеева была яснее и конкретнее гражданской лирики 1860—1870-х годов Я. П. Полонского и А. М. Жемчужникова, хотя некоторые линии творчества трёх поэтов пересекались. Лирике Полонского (как отмечал М. Поляков) был чужд пафос революционного долга; в отличие от Плещеева, благословлявшего революционера, тот жил мечтой «пересилить время — уйти в пророческие сны» («Муза»). Ближе к поэтической системе Плещеева лирика «гражданских мотивов» А. М. Жемчужникова. Но их общность сказывалась скорее в том, что составляло (по мнению революционеров-демократов) слабую сторону поэзии Плещеева. Сходство с Жемчужниковым обусловливалось идейной «расплывчатостью» и сентиментальным дидактизмом отдельных стихотворений Плещеева, в основном, 1858—1859 годов. Сближали же обоих поэтов мотивы гражданского покаяния, аллегорическое восприятие природы. Отчётливо либеральная позиция Жемчужникова (в особенности, признание последним идеалов «чистой поэзии») была чужда Плещееву.
Наиболее явным и ярким последователем Плещеева считался С. Я. Надсон, в тех же тонах протестовавший против «царства Ваала», воспевавший пролитие «праведной крови падших бойцов», использовавший похожий дидактический стиль, символы и знаки. Основная разница состояла в том, что ощущения отчаяния и обречённости в поэзии Надсона обретали почти гротескные формы. Отмечалось, что поэзия Плещеева оказала заметное влияние на стихотворения Н. Добролюбова 1856—1861 годов («Когда к нам светлый луч познаний сквозь мрак невежества проник…»), на творчество П. Ф. Якубовича, раннего Н. М. Минского, И. З. Сурикова, В. Г. Богораза. Прямым пересказом Плещеева было стихотворение Г. А. Мачтета «Последнее прости!», цитировали строки Плещеева Ф. В. Волховский («Друзьям»), С. С. Синегуб («К бюсту Белинского»), П. Л. Лавров, в своём стихотворении «Вперёд!» использовавший часть программного стихотворения Плещеева:239.
В 1870-е годы развилась пейзажная поэзия Плещеева; стихи наполнились «сверкающими переливами красок», точными описаниями неуловимых движений природы («Оковы ледяные не тяготят сверкающей волны», «я вижу свод небес прозрачно-голубой, громадных гор зубчатые вершины»), что было истолковано специалистами как влияние А. А. Фета. Пейзажная лирика Плещеева, однако, так или иначе служила символическому толкованию мотивов общественной жизни и идейных исканий. В основе, скажем, цикла «Летние песни» лежало представление о том, что гармония природы противостоит миру общественных противоречий и несправедливости («Скучная картина», «Отчизна»). В отличие от Фета и Полонского, Плещеев не испытывал конфликта в разделённости двух тем: пейзажной и гражданской.

#### Критика слева
Плещеева критиковали не только либералы, но и — особенно в 1860-х годах — радикально настроенные литераторы, идеалам которых поэт пытался соответствовать. В числе стихотворений, выдававших по мнению критиков, сочувствие либеральным идеям, отмечалось «Трудились бедные вы, отдыха не зная…» (из которого следовало, что крестьяне, «покорные судьбе», терпеливо несли «свой крест, как праведник несет», но настала «пора святая возрожденья» и т. д.). Эта либеральная «молитва» вызвала резкий отклик у Добролюбова, который в целом всегда сочувственно относился к поэту. Он же спародировал (в стихотворении «Из мотивов современной русской поэзии») представлявшееся ему либеральным «восхваление» Плещеевым «царя-освободителя». Однако пародия напечатана не была из этических соображений. Добролюбов критиковал Плещеева за «абстрактную дидактичность» и аллегоричность образов (запись в дневнике критика от 8 февраля 1858 года).
Радикальные авторы и публицисты критиковали Плещеева и за излишнюю, по их мнению, «широту взглядов». Нередко он поддерживал противоречащие друг другу идеи и течения, симпатизируя лишь их «оппозиционности»; широта взглядов «оборачивалась нередко неопределённостью суждений».

##### Н. А. Добролюбов о прозе Плещеева

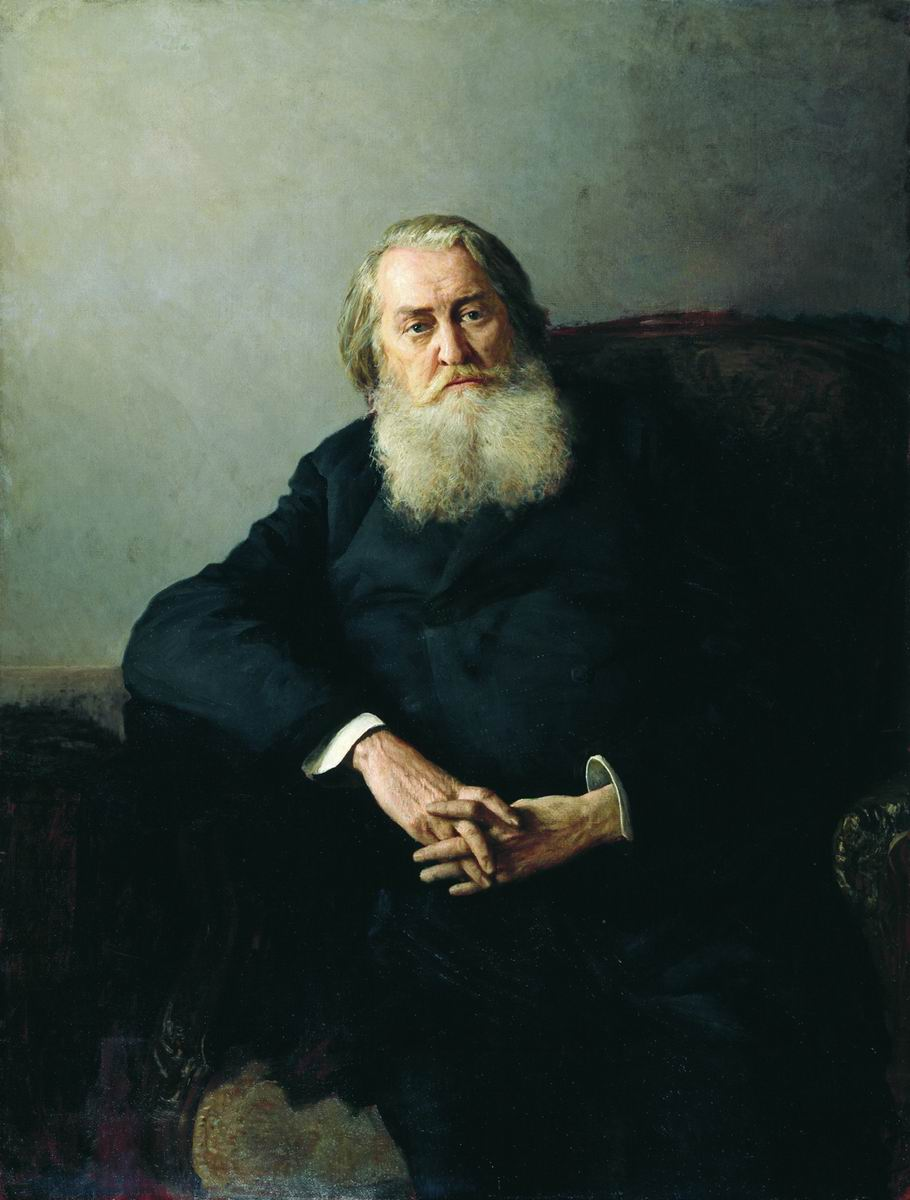
А. Н. Плещеев.
Портрет работы Н. А. Ярошенко. 1888

Плещеева-прозаика относили к типичным представителям «натуральной школы»; он писал о провинциальной жизни, обличая взяточников, крепостников и тлетворную власть денег (рассказы «Енотовая шуба», 1847; «Папироска», «Протекция», 1848; повести «Шалость» и «Дружеские советы», 1849). Критики замечали в его прозаических произведениях влияния Н. В. Гоголя и Н. А. Некрасова.
Н. А. Добролюбов, рецензируя в 1860 году двухтомник, в который вошли 8 повестей А. Н. Плещеева, замечал, что они «… печатались во всех наших лучших журналах и были прочитываемы в своё время. Потом о них забывали. Толков и споров повести его никогда не возбуждали ни в публике, ни в литературной критике: никто их не хвалил особенно, но и не бранил никто. Большею частью повесть прочитывали и оставались довольны; тем дело и кончалось…». Сравнивая повести и рассказы Плещеева с произведениями литераторов-современников второго плана, критик отмечал, что «…элемент общественный проникает их постоянно и этим отличает от множества бесцветных рассказов тридцатых и пятидесятых годов».
Мир прозы Плещеева — это мир «мелких чиновников, учителей, художников, небольших помещиков, полусветских барынь и барышень». В истории каждого героя повестей Плещеева заметна, однако, связь со средою, которая «тяготеет над ним своими требованиями». Это, по мнению Добролюбова, и есть главное достоинство рассказов Плещеева, впрочем, — достоинство не уникальное, принадлежащее ему «наравне с очень многими из современных беллетристов».
Главенствующий мотив прозы Плещеева, по мнению критика, можно свести к фразе: «среда заедает человека». Однако — 
У свежего и здравомыслящего читателя при чтении… повестей г. Плещеева тотчас является вопрос: чего же именно хотят эти благонамеренные герои, из-за чего они убиваются?.. Тут мы не встречаем ничего определённого: всё так туманно, отрывочно, мелко, что не выведешь общей мысли, не составишь себе понятия о цели жизни этих господ… Всё, что в них есть хорошего, — это желание, чтобы кто-нибудь пришёл, вытащил их из болота, в котором они вязнут, взвалил себе на плечи и потащил в место чистое и светлое.Н. А. Добролюбов. «Благонамеренность и деятельность».
Характеризуя главного героя одноимённой повести, Добролюбов замечает: «Пашинцев этот — ни то ни се, ни день, ни ночь, ни мрак, ни свет», как и множество других героев повестей этого рода, «вовсе не представляет феномена; вся среда, заедающая его, состоит именно из таких же людей». Причиной гибели Городкова, героя повести «Благодеяние» (1859), по мнению критика является «…Его же собственная наивность». Незнание жизни, неопределённость в средствах и цели и бедность средств отличают и Костина, героя повести «Две карьеры» (1859), который умирает в чахотке («Безукоризненные герои у г. Плещеева, подобно как и у г. Тургенева и других, умирают от изнурительных болезней», — иронизирует автор статьи), «ничего нигде не сделавши; но мы не знаем, что бы мог он делать на свете, если бы даже и не подвергся чахотке и не был беспрерывно заедаем средою». Добролюбов отмечает, однако, тот факт, что недостатки прозы поэта имеют и субъективную сторону: «Если г. Плещеев с преувеличенной симпатией рисует нам своих Костиных и Городковых, так это <следствие того, что> других, более выдержанных практически типов, в том же направлении, до сих пор ещё не представляло русское общество».

## Значение творчества
Считается, что значение творчества А. Н. Плещеева для русской и восточноевропейской общественной мысли значительно превосходило масштабы его литературного и поэтического таланта. Начиная с 1846 года произведения поэта расценивались критиками почти исключительно в критериях социально-политической значимости. Стихотворный сборник А. Н. Плещеева 1846 года стал фактически поэтическим манифестом кружка петрашевцев. В своей статье Валерьян Майков, разъясняя, чем являлась поэзия Плещеева для людей 1840-х годов, воодушевлённых социалистическими идеалами, ставил последнего в центре современной поэзии и даже готов был считать его непосредственным преемником М. Ю. Лермонтова. «В том жалком положении, в котором находится наша поэзия со смерти Лермонтова, г. Плещеев — бесспорно первый наш поэт в настоящее время…», — писал он.
Впоследствии именно революционный пафос ранней поэзии Плещеева обусловил масштабы его авторитета в революционных кругах России. Известно, что в 1897 году одна из первых социал-демократических организаций, «Южно-русский рабочий союз», использовала в своей листовке самое известное стихотворение поэта.
«Песнь рабочих»
В листовочной интерпретации «Южно-русского рабочего союза» плещеевский гимн выглядел так:

Вперед без страха и сомненья

На подвиг доблестный, друзья

Давно уж жаждет единенья

Рабочих дружная семья!

Мы подадим друг другу руки,

Соединимся в тесный круг, -

И пусть на пытки и на муки

Пойдет за друга верный друг!

Хотим мы братства и свободы!

Да сгинет рабства гнусный век!

Ужель у матери природы

Не равен каждый человек?

Завет нам вечный Марксом дан -

Тому завету подчиняйтесь:

„Тесней, рабочие всех стран,

В один Союз объединяйтесь!“
Н. А. Морозов свидетельствовал, что стихотворение было популярно среди революционно настроенной интеллигенции. Песню (в несколько переиначенном варианте: Придет пора, настанет время, младые силы подрастут / Взлетят орлы и цепь насилья железным клювом расклюют...) любили в семье Ульяновых:240.
В январе 1886 года состоялось празднование 40-летнего юбилея деятельности А. Н. Плещеева. К этому празднованию с большим сочувствием отнеслись не только старые соратники-петрашевцы (в частности, Н. С. Кашкин, который писал поэту 12 апреля 1886 года, что следил за юбилеем «с искренней радостью и живым сочувствием»). Участники революционного движения нового поколения отреагировали на это событие ещё более живо: некоторые из них, в частности, подписавшийся «редактором Отголосков», называли поэта своим учителем.
Плещеева знали и высоко ценили революционно-демократические круги на Украине, в Польше, Чехословакии, Болгарии, где его воспринимали исключительно как политического поэта. Родоначальник новой болгарской литературы Петко Славейков в 1866 году перевел «Вперед! без страха и сомненья…», после чего стих стал гимном болгарских революционеров. Эмануэль Вавра упоминал Плещеева, Шевченко, Огарёва и Михайлова в числе «заслуженнейших, талантливейших, действительную цену имеющих» славянских поэтов Болгарский революционер Любен Каравелов в сербском журнале «Матица» в 1868 году ставил Плещеева в ряд крупнейших поэтов современности. Требуя, чтобы поэзия, двигающая «вперёд народ», была «гуманистична, правдива и разумна», он перечислял в одном ряду Бернса, Байрона, Беранже, Плещеева и Тараса Шевченко. Высокую оценку творчества Плещеева дал в 1893 году словенский литератор Фран Целестин. В 1871 году первые переводы Плещеева были опубликованы на Украине. С 1895 года его постоянным переводчиком стал здесь П. А. Грабовский. Иван Франко писал о Плещееве, что тот «достойно занимает место в плеяде самых выдающихся писателей в русской литературе 40-х годов…»
Между тем, в целом значение творчества А. Н. Плещеева не ограничивалось его вкладом в развитие русской революционной поэзии. Критиками отмечалось, что поэт провёл огромную работу (в основном, на страницах «Отечественных записок» и «Биржевых ведомостей»), анализируя развитие европейской литературы, сопровождая публикации собственными переводами (Золя, Стендаль, братья Гонкуры, Альфонс Доде). Классическими признаны плещеевские стихи для детей («На берегу», «Старик»). Наряду с Пушкиным и Некрасовым он считается одним из основоположников русской поэзии для детей:16.

### Переводы Плещеева

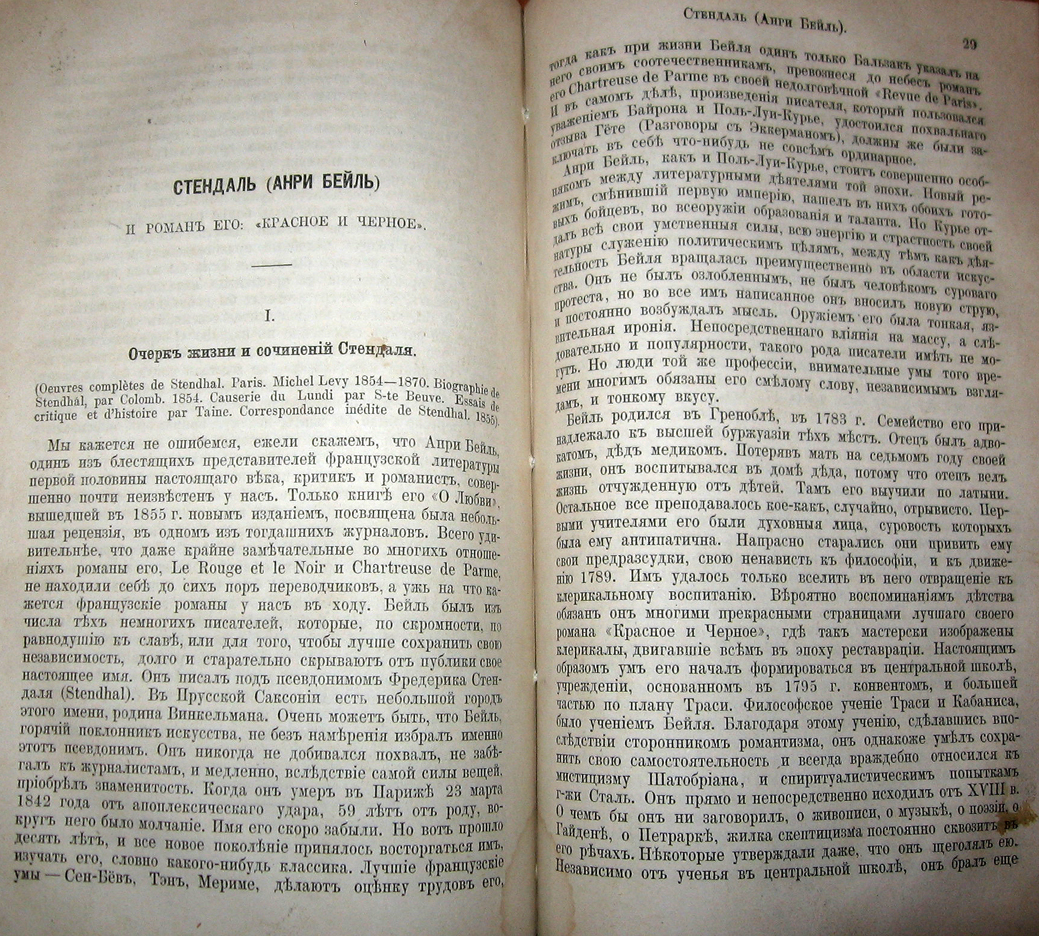
Плещеев-критик в журнале «Отечественные записки», 1874, № 1

Влияние Плещеева на поэзию второй половины XIX века было во многом обусловлено его переводами, имевшими помимо художественного и общественно-политическое значение: отчасти через поэзию (Гейне, Беранже, Барбье и др.) в Россию проникали революционные и социалистически идеи. Более двухсот переводных стихотворений составляют почти половину всего поэтического наследия Плещеева. Современная критика видела в нём одного из крупнейших мастеров стихотворного перевода. «По нашему крайнему убеждению, Плещеев в переводах ещё более поэт, чем в оригиналах», — писал журнал «Время», отмечая также, что «в иностранных авторах он ищет прежде всего своей мысли и берет своё добро, где бы оно ни было…». Бо́льшую часть переводов Плещеева составляли переводы с немецкого и французского. Многие из его переводов, несмотря на специфические вольности, до сих пор считаются хрестоматийными (из Гёте, Гейне, Рюккерта, Фрейлиграта).
Плещеев не скрывал, что не видит особых различий в методике работы над переводом и собственным, оригинальным стихотворением. Он признавал, что пользуется переводом как средством пропаганды наиболее важных для данного периода идей, а в письме к Маркович от 10 декабря 1870 года прямо указывал: «Я предпочитаю переводить тех поэтов, у которых общечеловеческий элемент берет верх над народным, — у которых культура сказывается!» Поэт умел находить «демократические мотивы» даже у поэтов явно выраженных консервативных взглядов (Саути — ранние стихи «Бленгеймский бой» и «Жалобы бедняков»). Переводя Теннисона, он особо подчеркивал сочувствие английского поэта к «борцу за честное дело» («Погребальная песня»), к народу («Королева мая»).
При этом возможности перевода Плещеев нередко трактовал как поле импровизации, в которых нередко отходил от первоисточника. Поэт свободно переделывал, сокращал или увеличивал переводимое произведение: так, стихотворение Роберта Прутца «Смотрел ли ты на Альпы в час заката…» из сонета превратилось в тройное четверостишие; большое стихотворение Сырокомли «Пахарь к жаворонку» («Oracz do skowronku», 1851), состоявшее из двух частей, он под произвольным названием «Птичка» пересказал в сокращении (в оригинале 24 строки, в переводе — 18). Жанр поэтического перевода поэт рассматривал как средство пропаганды новых идей. Свободно интерпретировал он, в частности, поэзию Гейне, нередко внося туда собственные (или некрасовские) идеи и мотивы (перевод «Графини Гудель фон Гудельсфельд»). Известно, что в 1849 году, посетив Московский университет, поэт говорил студентам о том, что «…необходимо пробудить самосознание в народе, а лучшим для этого средством было бы переводить на русский язык иностранные сочинения, приноравливаясь к простонародному складу речи, распространять их в рукописи…», и что в Петербурге уже возникло общество с этой целью:238.

## Характер и личные качества
Все оставившие воспоминания о Плещееве, характеризовали его как человека высоких нравственных качеств. Пётр Вейнберг писал о нём как о поэте, который «…среди жёстких и частых толчков реальности, даже изнемогая под ними, …всё-таки продолжал оставаться чистейшим идеалистом и звал других на такую же идеальную службу человечеству», ни разу не изменил себе, «нигде и никогда (как было сказано в стихотворном адресе по случаю его сорокалетнего юбилея) не поступясь пред светом благими чувствами».
Он был из тех, кого судьба вела

Кремнистыми путями испытанья.

Кого везде опасность стерегла,

Насмешливо грозя тоской изгнанья.

Но вьюга жизни, бедность, холод, мгла

В нём не убили жгучего желанья —

Быть гордым, смелым, биться против зла

Будить в других святые упованья…
«Человек сороковых годов в лучшем смысле этого понятия, неисправимый идеалист, <Плещеев> вложил свою живую душу, своё кроткое сердце в свои песни, и оттого они так прекрасны»:16, — писал издатель П. В. Быков. А.Блок, размышляя в 1908 году о старой русской поэзии, особо отмечал стихи Плещеева, которые «будили какие-то уснувшие струны, вызывали к жизни высокие и благородные чувства»:16.
Современники и впоследствии исследователи творчества отмечали необычайные ясность ума, цельность натуры, доброту и благородство Плещеева; характеризовали его как человека, который «отличался не омрачаемой ничем чистотой души»; сохранил «несмотря на все лихие каторжные и солдатские десятилетия… детскую веру в чистоту и благородство человеческой натуры, и всегда был склонен преувеличить дарование очередного поэта-дебютанта».
З. Гиппиус, которую при первой личной встрече «совершенно очаровал» Плещеев, так записала первые о нём впечатления:

Он — большой, несколько грузный старик, с гладкими, довольно густыми волосами, желто-белыми (проседь блондина), и великолепной, совсем белой бородой, которая нежно стелется по жилету. Правильные, слегка расплывшиеся черты, породистый нос и как будто суровые брови… но в голубоватых глазах — такая русская мягкость, особая, русская, до рассыпанности, доброта и детскость, что и брови кажутся суровыми — нарочно:102.— Зобнин Ю. Мережковский : Жизнь и деяния.
Отмечая, что словно бы без усилия из-под пера А. Плещеева выходили «чудесные стихи для детей», Н. Банников замечал: «Видно, в сердце поэта было что-то такое, что легко открывало ему мир ребёнка»:16. Как писал П. Быков, Плещеев «…весь отразился в своей поэзии, весь со своей чистой, как кристалл, совестью, пламенной верой в добро и людей, со своей цельной личностью, … глубоко симпатичной, незлобивой, мягкой»:16.

## Находки исследователей
- В среде петрашевцев создавались многочисленные агитационные стихотворения, но сохранились из них единицы. Предположительно, пропали и многие агитационные стихотворения Плещеева[102]. Существует предположение, что некоторые неподписанные произведения, выходившие в эмигрантских сборниках серии «Лютня» могут принадлежать Плещееву; к их числу относится стихотворение «Праведники», помеченное: «С. Петербург. 18 января 1847 года»[103].
- Стихотворение «По чувствам братья мы с тобой…» (1846) долгое время приписывалось К. Ф. Рылееву. Принадлежность его Плещееву была установлена в 1954 году Е. Г. Бушканцем, который выяснил, что адресатом его был В. А. Милютин, член кружка В. Н. Майкова, экономист, на работы которого обращали внимание Белинский и Чернышевский[104].
- Стихотворение «Осень наступила, высохли цветы…», во всех сборниках детской поэзии приписывающееся Плещееву, но отсутствующее во всех собраниях его сочинений, Плещееву в действительности не принадлежит. Как установил литературовед М. Н. Золотоносов, автором этого текста является инспектор Московского учебного округа Алексей Григорьевич Баранов (1844—1911), составитель сборника, где это стихотворение впервые было напечатано[105][~ 18].
- Стихотворение «Её мне жаль…» («Дай руку мне. Я понимаю твою зловещую печаль…») было опубликовано с посвящением Д. А. Толстому, с которым поэт дружил в юности. Толстой, однако, впоследствии приобрел репутацию «реакционера» и даже стал шефом корпуса жандармов. В связи с этим, как выяснилось впоследствии, А. А. Плещеев, сын поэта, настоятельно просил П. В. Быкова не включать стихотворение в сборник или посвящение вычеркнуть[8]:238.
- Долгое время шли споры о том, кому могло быть адресовано стихотворение «С…у» (1885), начинавшееся словами: «Перед тобой лежит широкий новый путь…». Самой убедительной была признана версия С. А. Макашина, согласно которой адресатом его был Салтыков-Щедрин. В журнальной публикации оно имело подзаголовок: «При вступлении на поприще». Щедрина Плещеев ценил как «талант действительно огромный», относил его к «лучшим людям своей страны»[8]:241.

## Адреса
- В Москве: Нащокинский переулок, 10 (дом не сохранился); Трубниковский переулок (на Пречистенке), 35; Арбат, 36; Малая Дмитровка, 22 (реконструирован); Ружейный переулок, 3[63].
- В Санкт-Петербурге: 1872—1890 — дом М. Б. Булатовой — Спасская улица, 1[106].
- 1891—1892 — дом М. Б. Булатовой — Бассейная улица, 8[107].

## Семья
Был женат дважды:
1. Еликонида Александровна Руднева (1841—1864)
2. Екатерина Михайловна Данилова (? — ?)

Дети:
- Александр Алексеевич Плещеев (1858—1944), журналист, драматург, театральный критик, мемуарист. Скончался в эмиграции в Париже.
- Плещеева (в замуж. де Сталь фон Гольштейн) Елена Алексеевна (1860—1948). Состояла в переписке с А. П. Чеховым.
- Плещеев Николай Алексеевич (1863—1932), офицер, впоследствии помещик, деятель в области народного просвещения.
- Плещеева (в замуж. Худекова) Любовь Алексеевна (1871—?) дочь от второго брака.

### Стихотворения
При жизни вышли пять сборников стихов А. Н. Плещеева, последний из них — в 1887 году. Самым значительным из посмертных считается издание, вышедшее под редакцией П. В. Быкова: «Стихотворения А. Н. Плещеева (1844—1891). Четвёртое, дополненное издание». Спб, 1905. Поэтические произведения Плещеева в советское время издавались в Большой и Малой сериях «Библиотеки поэта»:237.

| 1840-е годы - Дездемоне - «Меж тем как шум рукоплесканья…» - Безотчетная грусть - Дачи - Дума - «Люблю стремиться я мечтою…» - Могила - На память - «После грома, после бури…» - Прощальная песня - Челнок - Старик за фортепиано - Бал - «Выйдем на берег; там волны…» - «Доброй ночи!» — ты сказала…" - «Когда я в зале многолюдном…» - Любовь певца - На зов друзей - «Снова я, раздумья полный…» - Сосед - Странник - «Я слышу, знакомые звуки…» - «Вперед! без страха и сомненья…» - Встреча - Звуки - «К чему мечтать о том, что после будет…» - На мотив одного французского поэта - Напев - «По чувствам братья мы с тобой…» - Поэту - Прости - «Случайно мы сошлися с вами…» - Сон - «Страдал он в жизни много, много…» - «Как испанская мушка, тоска…» - Новый год - «Ещё один великий голос смолк…» 1850-е годы - Весна - Перед отъездом - При посылке Рафаэлевой Мадонны - После чтения газет - «Перед тобой лежит широкий новый путь…» - В степи - Листок из дневника - «Не говорите, что напрасно…» - «О, если б знали вы, друзья моей весны…» - Раздумье - «Есть дни: ни злоба, ни любовь…» - Зимнее катанье - «Когда твой кроткий, ясный взор…» - Молитва - С. Ф. Дурову - «Тобой лишь ясны дни мои…» - «Ты мне мила, пора заката!…» - «Была пора: своих сынов…» - Былое - «Дети века все больные…» - «Знакомые звуки, чудесные звуки!…» - «Когда возвратился я в город родной…» - «Когда мне встретится истерзанный борьбою…» - «Много злых и глупых шуток…» - Мой знакомый - Мой садик - «О нет, не всякому дано…» - «Он шел безропотно тернистою дорогой…» - Песня | - Посвящение - Птичка - Сердцу - Странник - Счастливец - «Трудились бедные вы, отдыху не зная…» - «Ты помнишь: поникшие ивы…» - «Ты хочешь песен, — не пою…» - Цветок - «Что за детская головка…» 1860-е годы - Лунной ночью - Опустевший дом - Призраки - «Пью за славного артиста…» - Декабрист - «Если в час, когда зажгутся звезды…» - На улице - «Нет отдыха, мой друг, на жизненном пути…» - «Скучная картина!…» - «Я у матушки выросла в холе…» - «Блажен не ведавший труда…» - Больной - Весна - Дети - «Друзья свободного искусства…» - «Завидно мне смотреть на мудрецов…» - Мольба - «Нет! лучше гибель без возврата…» - Нищие - Новый год - «О, не забудь, что ты должник…» - «О, юность, юность, где же ты…» («Современник», 1862, апрель) - Облака - Памяти К. С. Аксакова - «Перед ветхою избенкой…» - Поэту - «Бледный луч луны пробился…» - В лесу. Из Гейне («Современник», 1863, январь-февраль) - «Всю-то, всю мою дорожку…» («Современник», 1863, январь-февраль) - Две дороги - «Запах розы и жасмина…» - «И вот шатер свой голубой…» - К юности - Лжеучителям - «Люблю я под вечер тропинкою лесною…» - «На сердце злоба накипела…» - «Ночь пролетала над миром…» - Ночью - Она и он - «Отдохну-ка, сяду у лесной опушки…» - Отчизна - «Природа-мать! К тебе иду…» - Родное - Советы мудрецов («Современник», 1863, январь-февраль) - «Солнце горы золотило…» - «В суде он слушал приговор…» - Весна - «Зачем при звуках этих песен…» - Ипохондрия - Осень - Тучи - Умирающий - «Честные люди, дорогой тернистою…» - «Что год, то новая утрата…» | - «Что ты поникла, зелёная ивушка?…» - Гости - «Если хочешь ты, чтоб мирно…» - «Смотрю на неё и любуюсь…» - Apostaten-Marsch - Памяти Е. А. Плещеевой - «Быстро тают снега, побежали ручьи…» - «Когда увижу я нежданно погребенье…» - Славянским гостям - «Где ты, пора веселых встреч…» - «Жаль мне тех, чья гибнет сила…» - «Когда тебе молчанием суровым…» - Облака - Слова для музыки - Старики - «Тяжелая, мучительная дума…» 1870-е годы - «Иль те дни ещё далеки…» - Ожидание - «Блаженны вы, кому дано…» - Весенней ночью - «Он в белом гробике своем…» - Тосты - В бурю - Весна - Детство - Зимний вечер - Из жизни - Могила труженика - «Нет мне от лютого горя покоя…» - «Теплый день весенний…» - На берегу - Ночью - Воспоминание - Завтра - На даче - Ненастье - Старик - «Я тихо шел по улице безлюдной…» - Бабушка и внучек - «Расстался я с обманчивыми снами…» - «Тебе обязан я спасеньем…» 1880-е годы - «Огни погасли в доме…» - Памяти Пушкина - Песня изгнанника - «Без надежд и ожиданий…» - «Бурлила мутная река…» - Из старых песен - «Ты жаждал правды, жаждал света…» - Былое - Памяти Н. А. Некрасова - 27 сентября 1883 г. (Памяти И. С. Тургенева) («Отечественные записки», 1883, октябрь) - Последняя середа - 1-е января 1884 г. - К портрету певицы - «Как часто образ дорогой…» - На закате - Слова для музыки - В альбом Антону Рубинштейну - Ёлка - Антону Павловичу Чехову - На похоронах Всеволода Гаршина - «Так тяжело, так горько мне и больно…» - «Как в дни ненастья солнца луч…» - «Кто ты, красавица, с цветами полевыми…» - Упрек - «Это пламенное солнце…» |  |

### Повести (избранное)
| - «Папироска» (1848) - «Дружеские советы» (1849) - «Пашинцев» («Русский вестник», 1859, № 21-23) | - «Две карьеры» («Современник», 1859, № 12) - «Благодеяние» (1859) - «Призвание» («Светоч», 1860, № 1-2). |  |

### Пьесы
| - «Услуга» (1860 - «Нет худа без добра» (1860) - «Счастливая чета» (1862) | - «Командирша» (1862) - «Что часто бывает» (1864) - «Братья» (1864) |  |